# جنگ داخلی در فلسطین تحت قیمومت بریتانیا (۱۹۴۸–۱۹۴۷)
جنگ داخلی در فلسطین تحت قیمومت بریتانیا (۱۹۴۸–۱۹۴۷) اولین مرحله از جنگ ۱۹۴۹–۱۹۴۷ فلسطین و اسرائیل بود که پس از تصویب قطعنامه‌ای در ۲۹ نوامبر ۱۹۴۷ توسط مجمع عمومی سازمان ملل متحد مبنی بر تقسیم فلسطین آغاز شد.
در طول جنگ داخلی، جوامع یهودی و عرب فلسطین با هم درگیر شدند (ارتش آزادی‌بخش عرب از فلسطینی‌ها حمایت می‌کرد). بریتانیایی‌ها که موظف به حفظ نظم بودند، عقب‌نشینی خود را سازماندهی کردند و فقط در مواردی مداخله کردند.
در پایان مرحلهٔ داخلی جنگ، از آوریل ۱۹۴۸ تا اواسط ماه مه، نیروهای یهودی حمله‌ای را آغاز کردند که بعداً به عنوان نقشه دالت شناخته شد و در آن شهرها و مناطقی را که در طرح سازمان ملل به یک کشور یهودی آینده اختصاص داده شده بود، همراه با بخشی از اورشلیم و بخشی از سرزمین‌های اختصاص داده شده به اعراب را فتح کردند.
پس از پایان یافتن قیمومت بریتانیا بر فلسطین در ۱۴ مه ۱۹۴۸ و با اعلام تشکیل دولت اسرائیل، کشورهای عربی اطراف (مصر، ماوراء اردن، عراق و سوریه) به این سرزمین حمله کردند و بلافاصله نیروهای اسرائیلی و چندین شهرک یهودی‌نشین را هدف گرفتند. در نهایت درگیری‌ها شدت گرفت و به جنگ ۱۹۴۸ اعراب و اسرائیل تبدیل شد.

## زمینه
فلسطین از سال ۱۹۲۰ که تحت کنترل دولت بریتانیا قرار گرفت، صحنهٔ نبرد میان ناسیونالیست‌های فلسطینی و یهودی بود؛ هر دو گروه با حاکمیت بریتانیا مخالف بودند.
اوج واکنش فلسطینیان در شورش اعراب ۱۹۳۹–۱۹۳۶ در فلسطین بود، یک درگیری داخلی مرگبار که منجر به کشته شدن نزدیک به ۵۰۰۰ عرب فلسطینی و ۵۰۰ یهودی شد و در نتیجهٔ آن بسیاری از رهبران سیاسی فلسطین از جمله امین الحسینی، رهبر کمیته عالی عرب، به تبعید رانده شدند. بریتانیا همچنین در پاسخ با تصویب کاغذ سفید ۱۹۳۹ مهاجرات یهودیان را کاهش داد.
دیپلماسی نتوانست دیدگاه‌های مختلف در مورد آینده فلسطین را با یکدیگر هماهنگ کند. در اوایل نوامبر، هگانا شروع به بسیج برای جنگ کرد و دستوری صادر کرد که همه مردان در محدوده سنی ۱۷ تا ۲۵ سال برای خدمت ثبت نام کنند.

## آغاز جنگ داخلی (۳۰ نوامبر ۱۹۴۷–۱ آوریل ۱۹۴۸)

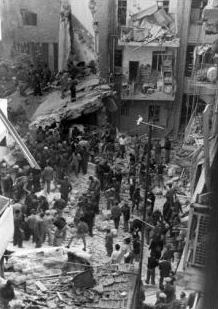
وضعیت پس از حمله خودروی بمب‌گذاری شده در خیابان بن یهودا که در آن ۵۳ کشته و تعداد بیشتری زخمی شدند.

پس از پذیرش قطعنامه ۱۸۱ توسط مجمع عمومی سازمان ملل متحد مبنی بر توصیه به تصویب و اجرای طرح تقسیم سرزمین فلسطین میان یهودیان و اعراب، جامعهٔ یهودی به شادی پرداختند و در مقابل با اعتراضات اعراب مواجه شد. پس از ۱ دسامبر، کمیته عالی عرب یک اعتصاب عمومی را تصویب کرد که سه روز به طول انجامید.
«باد خشونت» به سرعت کشور را فرا گرفت و وقوع جنگ داخلی بین دو جامعه را پیش‌بینی می‌شد. قتل‌ها، انتقام‌جویی‌ها و انتقام‌جویی‌های متقابل به سرعت به دنبال یکدیگر رخ دادند که منجر به کشته شدن ده‌ها قربانی از هر دو طرف در این روند شد. بن‌بست همچنان ادامه داشت زیرا نیروهای بریتانیایی برای توقف چرخه‌های خشونت‌آمیزی که در حال افزایش بود مداخله‌ای انجام نمی‌دادند.
اولین تلفات پس از پذیرش قطعنامه ۱۸۱ مربوط به مسافران یک اتوبوس یهودی در نزدیکی کفار سیرکین بود؛ در ۳۰ نوامبر، یک باند هشت نفره به اتوبوس فجه حمله کرده و پنج نفر را کشته و تعدادی دیگر را نیز زخمی کردند. نیم ساعت بعد، به اتوبوس دیگری که از خدرا به سمت جنوب می‌رفت حمله کردند و دو نفر دیگر را هم کشتند. در اورشلیم و حیفا نیز به سمت اتوبوس‌های یهودی تیراندازی‌هایی صورت گرفت. گفته می‌شود که این اقدام انتقامی برای کشتن خانواده شوبکی در ده روز قبل از حادثه بوده است.
ایرگون و لحی (که با نام استرن گنگ نیز شناخته می‌شود) استراتژی بمب‌گذاری در بازارهای شلوغ و ایستگاه‌های اتوبوس را دنبال کردند. در ۳۰ دسامبر، در حیفا، اعضای ایرگون دو بمب به سمت جمعیت کارگران عرب که در مقابل یک پالایشگاه صف کشیده بودند، پرتاب کردند که ۶ کشته و ۴۲ زخمی بر جای گذاشت. جمعیتی خشمگین برای انتقام ۳۹ یهودی را قتل‌عام کردند تا اینکه سربازان بریتانیایی آرامش را دوباره برقرار کردند.
در اقدامات تلافی جویانه، عده‌ای از سربازان نیروی ضربت، پالماخ و تیپ کارملی، به روستاهای بلد الشیخ و حواسه حمله کردند. به گفته مورخان مختلف، این حمله بین ۲۱ تا ۷۰ کشته برجای گذاشت.
به گفته بنی موریس، مورخ اسرائیلی، بسیاری از نبردها در ماه‌های اول جنگ در حاشیه شهرهای اصلی رخ داد و اغلب آن‌ها نیز توسط اعراب آغاز شد. دلایل آغاز آن‌ها شامل تیراندازی تک‌تیراندازان عرب به خانه‌های یهودیان، عابران پیاده، ماشین‌ها و همچنین کار گذاشتن بمب و مین در مسیرها و جاده‌های شهری و روستایی بود.
در ۳۱ دسامبر ۱۹۴۷، الحسینی با جذب چند هزار داوطلب، محاصرهٔ ۱۰۰٬۰۰۰ یهودی ساکن اورشلیم را سازماندهی کرد. برای مقابله با این امر، مقامات یه‌شو سعی کردند کاروان‌هایی با حداکثر ۱۰۰ خودروی زرهی را به شهر برسانند، اما با افزایش تعداد تلفات در کاروان‌های امدادی، این عملیات بیش از پیش غیرعملی شد. تا ماه مارس، تاکتیک الحسینی نتیجه داد. تقریباً تمام خودروهای زرهی هگانا منهدم شده بود، محاصره کاملاً پابرجا بود و صدها نفر از اعضای هگانا که سعی داشتند تدارکات را به شهر بیاورند کشته شدند. وضعیت برای کسانی که در شهرک‌های یهودی در نگب و شمال گالیله زندگی می‌کردند بحرانی‌تر بود.
از ژانویه به بعد، عملیات‌ها به‌طور فزاینده‌ای نظامی شد. در تمام مناطق مختلط که هر دو جامعهٔ عرب و یهودی در آن زندگی می‌کردند، به ویژه اورشلیم و حیفا، حملات خشونت‌آمیز فزاینده‌ای، همراه با شورش‌ها، انتقام‌جویی‌ها و اقدامات متقابل یکدیگر اتفاق افتاد. تیراندازی‌های متفرقه به نبردهای همه‌جانبه تبدیل شدند.
در ۲۲ فوریه ۱۹۴۸، هواداران محمد امین الحسینی با کمک برخی از فراریان بریتانیایی، سه حمله را علیه جامعهٔ یهودی ترتیب دادند. آن‌ها با استفاده از خودروهای بمب‌گذاری‌شده به دفتر روزنامه پلستاین پست، بازار خیابان بن یهودا و حیاط دفاتر آژانس یهود حمله کردند و به ترتیب ۲۲، ۵۳ و ۱۳ یهودی را کشتند. این حملات در مجموع ۸۸ کشته برجای گذاشت. صدها نفر دیگر نیز مجروح شدند.
در اقدامی تلافی‌جویانه، لحی یک مین زمینی را بر روی ریل راه‌آهن در رخووت قرار دادند که قطاری از قاهره به حیفا روی آن حرکت می‌کرد. این اقدام ۲۸ سرباز بریتانیایی را کشت و ۳۵ نفر را مجروح کرد. اقدام مشابه آن در ۳۱ مارس، نزدیک به قیساریه دریایی انجام شد که منجر به کشته شدن ۴۰ نفر و مجروح شدن ۶۰ نفر شد، که اکثراً غیرنظامیان عرب بودند.
دیوید بن گوریون هگانا را دوباره سازماندهی کرد و خدمت سربازی را برای زنان و مردان یهودی اجباری کرد.

### سیاست‌های نیروهای متفقین
این وضعیت باعث شد که ایالات متحده آمریکا حمایت خود از طرح تقسیم را پس بگیرد و در نتیجه باور اتحادیه عرب مبنی بر این که اعراب فلسطین با تقویت ارتش آزادی‌بخش عرب می‌توانند به طرح تقسیم پایان دهند، تقویت شد. از سوی دیگر، بریتانیا در ۷ فوریه ۱۹۴۸ تصمیم گرفت از الحاق بخش عربی فلسطین به ماوراء اردن حمایت کند.

### خارج شدن جمعیت
در حالی که جمعیت یهودی دستورهای سختگیرانه‌ای دریافت کرده بودند که آن‌ها را ملزم می‌کرد به هر قیمتی که شده در همه‌جا موضع خود را حفظ کنند، جمعیت عرب بیشتر تحت تأثیر شرایط ناامن کشور قرار داشتند. تا ۱۰۰٬۰۰۰ عرب، از طبقات بالا و متوسط شهری در حیفا، یافا و اورشلیم، یا مناطق عمدتاً یهودی‌نشین، به سمت خارج از کشور یا کشورهای عرب در شرق خارج شدند.

### ورود مبارزان و اسلحه از خارج از کشور
در نتیجه کمک‌های جمع‌آوری شده توسط گلدا مئیر که توسط هواداران در ایالات متحده اهدا شده بود و همچنین تصمیم استالین برای حمایت از آرمان صهیونیستی، نمایندگان یهودی فلسطین توانستند قراردادهای تسلیحاتی بسیار مهمی را در شرق امضا کنند. سایر عوامل هگانا ذخایر جنگ جهانی دوم را بازیابی کردند که به بهبود تجهیزات و تدارکات ارتش کمک کرد. آژانس یهود به‌طور خاص برای خرید تسلیحات خارجی ۲۸ میلیون دلار کنار گذاشته بود. در مقایسه، کل بودجه کمیته عالی عرب در این زمان بالغ بر ۲٬۲۵۰٬۰۰۰ دلار بود که معادل بودجهٔ سالانه هگانا در دوران پیش از جنگ بود.
تعدادی از هنگ‌های ارتش آزادی‌بخش عرب در داخل فلسطین مداخله کردند. هر کدام از آن‌ها در بخش‌های مختلفی در اطراف شهرهای ساحلی فعال بودند. آن‌ها حضور خود را در جلیل و سامره تحکیم کردند.
کهنه‌سربازان آلمانی و بوسنیایی جنگ جهانی دوم، از جمله تعداد انگشت‌شماری از افسران اطلاعاتی سابق ورماخت و وافن اس اس، در میان داوطلبانی بودند که برای آرمان فلسطین می‌جنگیدند. کهنه‌سربازان نیروهای محور در صفوف نیروهای ارتش آزادی‌بخش عرب به فرماندهی فوزی القاوقجی (که در طول جنگ جهانی دوم، درجه افسری را در ورماخت دریافت کرده بود) و در نیروهای مفتی به فرماندهی عبدالقادر (که همراه با آلمانی‌ها علیه بریتانیایی‌ها در عراق جنگیده بودند) و سلامه (که در طول جنگ جهانی دوم در آلمان به عنوان کماندو آموزش دیده بود و در یک ماموریت شکست‌خورده چتر نجات در فلسطین شرکت کرد) حضور داشتند.
بنی موریس می‌نویسد که یه‌شو در جذب و استقرار مؤثر متخصصان نظامی خارجی نسبت به دشمنان عرب خود موفق‌تر بود. او نتیجه می‌گیرد که نازی‌های سابق و مسلمانان بوسنیایی که توسط فلسطینی‌ها، مصری‌ها و سوری‌ها به خدمت گرفته شدند، «اهمیت کمی» در نتیجهٔ درگیری داشتند.

### شمار کشته شدگان
در دسامبر ۱۹۴۷، تعداد تلفات یهودیان بیش از ۲۰۰ نفر تخمین زده می‌شد و به گفته الک کرکبراید، تا ۱۸ ژانویه ۱۹۴۸، ۳۳۳ یهودی و ۳۴۵ عرب کشته و ۶۴۳ یهودی و ۸۷۷ عرب مجروح شدند. تلفات کلی بین دسامبر ۱۹۴۷ تا ژانویه ۱۹۴۸ (شامل نیروهای بریتانیایی) ۱۰۰۰ نفر کشته و ۲۰۰۰ مجروح تخمین زده شد.
ایلان پاپه تخمین می‌زند که تا ژانویه ۱۹۴۸، ۴۰۰ یهودی و ۱۵۰۰ عرب کشته شدند. موریس می‌گوید که تا پایان مارس ۱۹۴۸، یه‌شو حدود هزار کشته متحمل شده بود. به گفته یوآو گلبر، تا پایان ماه مارس در مجموع ۲۰۰۰ کشته و ۴۰۰۰ زخمی وجود داشت.

## مداخله نیروهای خارجی

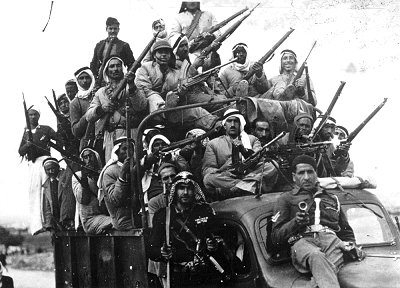
داوطلبان عرب در حال جنگ در فلسطین در سال ۱۹۴۷

خشونت با مداخله واحدهای نظامی تشدید شد. اگرچه بریتانیایی‌ها تا پایان مأموریت مسئولیت نظم و قانون را بر عهده داشتند، اما تلاشی برای کنترل اوضاع نکردند و بیشتر درگیر انحلال دولت و تخلیه نیروهای خود بودند. علاوه بر این، مقامات بریتانیایی احساس می‌کردند که به اندازهٔ کافی نیروهایی را در این درگیری از دست داده‌اند.
بریتانیایی‌ها نتوانستند یا نمی‌خواستند مانع مداخله نیروهای خارجی در فلسطین شوند. طبق گزارش ویژه کمیسیون ویژه سازمان ملل در مورد فلسطین:
- در طول شب ۲۰ تا ۲۱ ژانویه، یک گروه ۷۰۰ نفری از سوری‌ها با لباس رزم، مجهز، با وسایل حمل‌ونقل مکانیزه، «از طریق ماوراء اردن» وارد فلسطین شدند.
- در ۲۷ ژانویه، «گروهی متشکل از ۳۰۰۰ مرد از خارج از فلسطین، در منطقه صفد در جلیل شکل گرفت و احتمالاً مسئول حملات شدید با سلاح‌های سنگین و خمپاره در هفته بعد علیه شهرک یخیام بود».
- در شب ۲۰ تا ۳۰ ژانویه، یک گردان از ارتش آزادی‌بخش عرب، ۹۵۰ نفر در ۱۹ خودرو به فرماندهی فوزی القاوقجی، «از طریق پل آدم» وارد فلسطین شدند و در اطراف روستاهای نابلس، جنین و طولکرم پراکنده شدند.

این توصیف مربوط به ورود نیروهای ارتش آزادی‌بخش عرب بین ۱۰ ژانویه تا آغاز مارس است:
- هنگ دوم یرموک به دستور ادیب شیشکلی[۴۷] در شب ۱۱ تا ۱۲ ژانویه از طریق لبنان وارد جلیل شد. گردان از صفد گذشت و سپس در روستای ساسا مستقر شد. یک‌سوم جنگجویان این هنگ را عرب‌های فلسطینی تشکیل می‌دادند و یک‌چهارم آن‌ها سوری بودند.
- هنگ اول یرموک به فرماندهی محمد زافا در شب ۲۰ تا ۲۱ ژانویه از طریق پل دمیا از اردن وارد فلسطین شدند و در اطراف سامره پراکنده شدند و در شهر طوبس سامری شمالی مقر خود را مستقر کردند. این هنگ عمدتاً از اعراب فلسطینی و عراقی تشکیل شده بود.
- هنگ هیتین به فرماندهی مدلول عباس در غرب سامره مستقر شد و مقر آن در طولکرم بود.
- هنگ حسین بن علی در حیفا، یافا، اورشلیم و چندین شهر دیگر نیرو تأمین کرد.
- هنگ قداسیه ذخیره‌هایی بودند که در جبعه مستقر بودند.

فوزی القاوقجی، فرمانده میدانی ارتش آزادی‌بخش عرب، به گفته خودش، در ۴ مارس، با بقیه تدارکات و حدود ۱۰۰ داوطلب بوسنیایی به جبعه، روستای کوچکی در مسیر بین نابلس و جنین، وارد شد. او در آنجا یک دفتر مرکزی و یک مرکز آموزشی برای داوطلبان عرب فلسطینی ایجاد کرد. علاوه بر این، تقریباً ۱۰۰ تا ۲۰۰ سرباز و افسر پلیس بریتانیایی که مخالف جنبش‌های صهیونیستی بودند یا با فلسطینیان هم‌دلی داشتند، برای کمک به فلسطینی‌ها از ارتش کشور خود فرار کردند. در مقابل، تنها ۱۷ فراری برای یهودی‌ها جنگیدند.
آلن کانینگهام، کمیساریای عالی بریتانیا در فلسطین، به‌طور کامل به تهاجمات و این واقعیت که «هیچ تلاش جدی برای متوقف کردن تهاجمات صورت نمی‌گیرد» اعتراض کرد. تنها واکنش به عمل آمده از سمت الک کرکبراید بود که به ارنست بوین به خاطر «لحن خصمانه و تهدیدهای کانینگهام» شکایت کرد.
بریتانیایی‌ها و سرویس اطلاعاتی یه‌شو انتظار داشتند در ۱۵ فوریه حمله‌ای اتفاق بیفتد، اما ظاهراً به دلیل آماده نبودن نیروهای مفتی عملیات انجام نشد.
در ماه مارس، یک هنگ عراقی از ارتش آزادی‌بخش عرب برای تقویت نیروهای عرب فلسطینی سلامه به منطقه اطراف لیدا و رمله آمد، همزمان الحسینی یک ستاد مرکزی در بیرزیت، ۱۰ کیلومتری شمال رام‌الله راه‌اندازی کرد. در همان زمان، تعدادی از نیروهای شمال آفریقا، که عمدتاً لیبیایی بودند و صدها تن از اعضای اخوان‌المسلمین وارد فلسطین شدند. در ماه مارس، یک هنگ مصری وارد غزه شد و برخی از شبه نظامیان در میان آن‌ها به یافا رسیدند.

## روحیه سربازان
پیروزی‌های اولیه نیروهای عرب روحیه آن‌ها را تقویت کرد. کمیته عالی عرب به پیروزی خود اطمینان داشت و تصمیم گرفت از اجرای طرح تقسیم مورد حمایت سازمان ملل جلوگیری کند.
در آغاز فوریه ۱۹۴۸، روحیه رهبران یهود بالا نبود: «ناراحتی و ناامیدی به وضوح از یادداشت‌هایی که در جلسات حزب ماپای گرفته می‌شد دریافت می‌شد.» «حملات علیه شهرک‌های یهودی‌نشین و جاده‌های اصلی، جهت‌گیری یهودی‌ها را بدتر کرد، آن‌ها شدت واکنش اعراب را دست کم گرفته بودند.»
وضعیت ۱۰۰٬۰۰۰ یهودی مستقر در اورشلیم نیز نامطمئن بود؛ محموله‌های کمکی ارسالی روزبه‌روز کم‌تر می‌شد و احتمال داشت کاملاً متوقف شود. با این وجود، علی‌رغم شکست‌های متحمل‌شده، نیروهای یهودی، به ویژه هگانا، از نظر تعداد و کیفیت برتر از نیروهای عرب باقی ماندند.

## موج اول پناهجویان فلسطینی
بر خلاف مبارزان و سیاستمداران عرب که روحیهٔ خوبی داشتند، جمعیت غیرنظامی فلسطینی روز به روز نگران‌تر می‌شدند. کمیسیون فلسطین سازمان ملل گزارش داد: «هراس همچنان در سرتاسر طبقات متوسط عرب افزایش می‌یابد و مهاجرت آن‌هایی که توانایی مالی لازم را دارند، ادامه دارد.» «از دسامبر ۱۹۴۷ تا ژانویه ۱۹۴۸، حدود ۷۰٬۰۰۰ عرب گریختند، و تا پایان مارس، این تعداد به حدود ۱۰۰٬۰۰۰ نفر افزایش یافت.
این افراد بخشی از موج اول فلسطینیانی بودند که به خاطر این جنگ آواره شدند. عمدهٔ افراد طبقات متوسط و بالا، از جمله اکثر خانواده‌های فرمانداران محلی و نمایندگان کمیته عالی عرب فرار کردند. تعداد زیادی از عرب‌های غیر فلسطینی نیز فرار کردند. بسیاری از آن‌ها امید بازگشت به فلسطین پس از پایان درگیری‌ها را رها نکردند.

## سیاست قدرت‌های خارجی
تصمیمات زیادی در خارج از کشور گرفته شد که تأثیر مهمی بر نتیجه درگیری داشت.

### بریتانیا و انتخاب اردن
بریتانیا خواهان تشکیل کشور فلسطینی به رهبری مفتی نبود و در عوض در ۷ فوریه ۱۹۴۸ به‌طور غیررسمی از الحاق بخش عربی فلسطین به اردن حمایت کرد. در نشستی در لندن مابین فرمانده لژیون عرب ماوراء اردن، گلاب پاشا و وزیر امور خارجه بریتانیا، ارنست بوین، دو طرف توافق کردند که ورود لژیون عرب به فلسطین را در ۱۵ مه تسهیل کنند و این‌که قسمت عربی فلسطین توسط لژیون اشغال شود. با این حال، آن‌ها معتقد بودند که لژیون عرب به اورشلیم یا کشور یهودی وارد نمی‌شود.

### چرخش ایالات متحده آمریکا
در اواسط ماه مارس، پس از بی‌نظمی فزاینده در فلسطین و افزایش نگرانی‌ها از احتمال تحریم نفت از سوی اعراب (که بعداً بی‌اساس ارزیابی شد)، دولت ایالات متحده آمریکا از احتمال لغو حمایت خود از طرح تقسیم سازمان ملل و اعزام نیروی بین‌المللی خبر داد. ایالات متحده پیشنهاد کرد که در عوض فلسطین تحت نظارت سازمان ملل قرار گیرد. در ۱ آوریل، شورای امنیت سازمان ملل متحد با پیشنهاد ایالات متحده برای تشکیل یک مجمع ویژه برای بررسی مجدد مشکل فلسطین رأی مثبت داد؛ اتحاد جماهیر شوروی در این رأی‌گیری رأی ممتنع داد. این چرخش توسط ایالات متحده آمریکا باعث نگرانی و بحث در بین مقامات یه‌شو شد. آن‌ها فکر می‌کردند که پس از خروج نیروهای بریتانیایی، یه‌شو بدون حمایت ایالات متحده نمی‌تواند به‌طور مؤثر در برابر نیروهای عرب مقاومت کند. در این زمینه، الی ساسون، مدیر بخش عربی آژانس یهود و چند شخصیت دیگر، دیوید بن گوریون و گلدا مئیر را متقاعد کردند تا یک ابتکار دیپلماتیک برای اعراب ارائه کنند. کار مذاکره به جاشوا پالمون واگذار شد، او از محدود کردن آزادی عمل هگانا منع شد، اما مجاز بود اعلام کند که «یهودی‌ها آماده آتش‌بس هستند.»

### پشتیبانی لجستیکی بلوک شرق
به خاطر تحریم‌های اعمال شده بر دو طرف جنگ، یه‌شو در فلسطین با کمبود تسلیحات مواجه شد. جوزف استالین تصمیم به نقض تحریم‌ها و حمایت از یه‌شو گرفت و با صدور تسلیحات از چکسلواکی نقش مهمی در جنگ ایفا کرد؛ نقشی که در دو طرف جنگ با واکنش‌های متفاوتی روبه‌رو شد. با این حال، سوریه نیز از چکسلواکی برای ارتش آزادی‌بخش عرب تسلیحات خریداری کرد، اما این محموله به دلیل مداخله هگانا هرگز به اعراب نرسید.
انگیزه‌های احتمالی استالین شامل حمایت او از طرح تقسیم سازمان ملل و ایجاد فرصتی برای چکسلواکی برای کسب درآمد خارجی می‌شد. چرا که او قبلاً مانع کمک‌رسانی طرح مارشال به این کشور شده بود.
میزان این حمایت و نقش مشخصی که ایفا کرده قابل بحث است. ارقام ارائه شده توسط مورخان مختلف متفاوت است. یوآو گلبر از «تحویلات کوچکی از چکسلواکی که از طریق هوا وارد می‌شد [...] از آوریل ۱۹۴۸ به بعد» صحبت کرده، در حالی که مورخان مختلف استدلال کرده‌اند که سطح نامتعادلی از حمایت به نفع یه‌شو وجود داشته، چرا که اعراب فلسطینی در این سطح توسط شوروی حمایت نشدند. به هر حال تحریمی که در ماه مه ۱۹۴۸ توسط شورای امنیت سازمان ملل بر تمامی کشورهای عربی اعمال شد، مشکلات بزرگی را برای آنها ایجاد کرد.

### امتناع رهبران عرب از دخالت مستقیم
رهبران عرب هر چه در توان داشتند انجام دادند تا از دخالت مستقیم در حمایت از آرمان فلسطین اجتناب کنند.
در اجلاس اتحادیه عرب در اکتبر ۱۹۴۷، ژنرال عراقی، اسماعیل صفوت، تصویری واقع‌گرایانه از وضعیت ترسیم کرد. وی بر سازماندهی بهتر و حمایت مالی بیشتر یهودیان در مقایسه با فلسطینیان تأکید کرد. وی استقرار فوری ارتش‌های عربی در مرزهای فلسطین، ارسال سلاح و مهمات به فلسطینی‌ها و کمک مالی یک میلیون پوندی به آن‌ها را توصیه کرد. پیشنهادهای وی همگی رد شدند.
با این وجود، یک کمیته فنی-نظامی برای هماهنگی کمک به فلسطینی‌ها ایجاد شد. این کمیته در قاهره مستقر بود و توسط صفوت، که توسط افسران لبنانی و سوری و نمایندگان کمیته عالی عرب حمایت می‌شد، رهبری می‌شد. یک نماینده ماوراءالنهر نیز تعیین شد، اما او در جلسات شرکت نکرد.
در نشست دسامبر ۱۹۴۷ قاهره، تحت فشار افکار عمومی، رهبران عرب تصمیم گرفتند یک فرماندهی نظامی ایجاد کنند که همه سران کشورهای بزرگ عربی به رهبری صفوت را متحد کند. آنها همچنان درخواست‌های او را برای کمک‌های مالی و نظامی نادیده می‌گرفتند و ترجیح می‌دادند هر تصمیمی را تا پایان دوره قیمومت به تعویق بیندازند، با این وجود، تصمیم گرفتند ارتش آزادی‌بخش عرب را تشکیل دهند که در هفته‌های بعد وارد عمل شد.
در شب ۲۰ و ۲۱ ژانویه ۱۹۴۸، حدود ۷۰۰ سوری مسلح از طریق اردن وارد فلسطین شدند. در فوریه ۱۹۴۸، صفوت خواسته‌های خود را تکرار کرد، اما شنیده نشد: دولت‌های عربی امیدوار بودند که فلسطینی‌ها به کمک ارتش آزادی‌بخش عرب، بتوانند تا زمانی که جامعه بین‌المللی طرح تقسیم را کنار بگذارد، به تنهایی وضعیت را مدیریت کنند.

## مشکل تسلیحات

### آغاز جنگ داخلی (تا ۱ آوریل ۱۹۴۸)

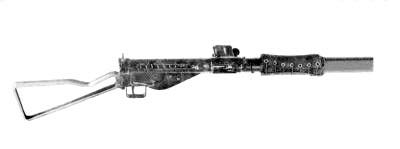
مسلسل استن

ارتش آزادی‌بخش عرب، در تئوری، توسط اتحادیه عرب تأمین مالی و تجهیز می‌شد. به دلیل اصرار اسماعیل صفوت، بودجه یک میلیون پوندی به آن‌ها وعده داده شده بود. با این حال، در واقعیت، این بودجه هرگز به دست آن‌ها نرسید و تنها سوریه بود که به‌طور واقعی از داوطلبان عرب حمایت می‌کرد. سوریه از چکسلواکی مقداری تسلیحات برای ارتش آزادی‌بخش عرب خرید، اما به دلیل مداخله نیروی هگانا، این محموله به مقصد نرسید.
به گفته لاپیر و کالینز، اعراب تدارکات را کاملاً نادیده گرفتند و رهبر آن‌ها، فوزی القاوقجی تصور می‌کرد که سربازانش می‌توانند فقط با پولی که مردم فلسطین اهدا می‌کنند، ادامه دهند. با این حال، گلبر می‌گوید که اتحادیه عرب تدارکاتی را از طریق پیمانکاران ویژه ترتیب داده بود. ارتش اعراب مجهز به انواع سلاح‌های سبک، خمپاره‌های سبک و متوسط، اسلحه‌های ۷۵ و ۱۰۵ میلی‌متری و وسایل نقلیه زرهی بودند اما انبار گلوله‌های آن‌ها کم بود.
وضعیت ارتش جهاد مقدس و نیروهای فلسطینی بدتر بود. آن‌ها نمی‌توانستند به هیچ شکلی از حمایت خارجی تکیه کنند و مجبور بودند از بودجه‌ای که محمدامین الحسینی می‌توانست جمع‌آوری کند، خودشان را تأمین کنند. تسلیحات نیروها محدود به همان تسلیحاتی بود که در آن زمان در اختیار داشتند. بدتر از آن، آن‌ها مجبور بودند به اسلحه‌های خریداری شده در بازار سیاه یا غارت از انبارهای بریتانیا بسنده کنند و در نتیجه سلاح کافی برای جنگ نداشتند.
تا ماه مارس، هگانا نیز با کمبود اسلحه مواجه شد. مبارزان یهودی از تعدادی کارخانجات مخفی که تعدادی سلاح سبک، مهمات و مواد منفجره تولید می‌کردند، استفاده می‌کردند. تنها سلاحی که کمبود آن وجود نداشت، مواد منفجره تولید داخل بود. با این حال، آن‌ها تسلیحات کمی برای یک جنگ در اختیار داشتند: در ماه نوامبر، از هر سه جنگجوی یهودی فقط یک نفر مسلح بود، که در پالماخ به دو نفر از سه جنگجو افزایش یافت.
هگانا مأمورانی را به اروپا و ایالات متحده آمریکا فرستاد تا این ارتش را مسلح و تجهیز کنند. برای تأمین مالی همه این‌ها، گلدا مئیر موفق شد تا پایان دسامبر ۲۵ میلیون دلار از طریق یک کمپین جمع‌آوری کمک‌های مالی در ایالات متحده جمع‌آوری کند. از ۱۲۹ میلیون دلاری که بین اکتبر ۱۹۴۷ تا مارس ۱۹۴۹ برای آرمان یهودی‌ها جمع‌آوری شد، بیش از ۷۸ میلیون دلار آن، یعنی بیش از ۶۰ درصدش، برای خرید اسلحه و مهمات صرف شد.

### آمار تلفات و تجزیه و تحلیل
در هفته آخر مارس، تلفات هگانا بسیار سنگین بود: آن‌ها سه کاروان بزرگ، بیش از ۱۰۰ سرباز و ناوگان خودروهای زرهی خود را از دست دادند.
در مجموع، اورشلیم غربی به تدریج «خفه شد». جز از طریق دره اردن و جاده نهاریه، راهی به شهرک‌های جلیل وجود نداشت. این امر همراه با حملهٔ پیش‌بینی‌شده کشورهای عربی در ماه مه و تاریخ تعیین‌شده خروج بریتانیایی‌ها، هگانا را به حمله و اعمال نقشه دالت از آوریل به بعد سوق داد.

### هگانا در حمله (۱ آوریل - ۱۵ مه ۱۹۴۸)
برای انتقال اسحله در عملیات بالاک از چکسلواکی در پایان مارس ۱۹۴۸، از یک هواپیمای ترابری اجاره‌ای استفاده شد. در آغاز آوریل ۱۹۴۸، یک محموله از هزاران تفنگ و صدها مسلسل به بندر تل آویو رسید. با این محموله بزرگ، هگانا می‌توانست سلاح‌هایی را برای یک تلاش متمرکز فراهم کند، بدون این‌که سلاح‌های دیگر سرزمین‌های یهودی را در اختیار بگیرد و آن‌ها را در خطر بی‌سلاحی قرار دهد. هگانا وارد فاز تهاجمی شد، اگرچه هنوز سلاح‌های سنگین در اختیار نداشت.
در ماه آوریل، نیروهای یه‌شو در یک عملیات فوق سری به نام «نان خود را بیندازید» به جنگ بیولوژیکی متوسل شدند، که هدف آن جلوگیری از بازگشت فلسطینیان به روستاهایی بود که نیروهای یه‌شو فتح کرده بودند و با این کار شرایط را برای هر ارتش عربی که ممکن بود قلمرو را بازپس گیرد، دشوار کردند. این عملیات شامل مسموم کردن چاه‌های روستا بود. در ماه‌های پایانی جنگ اعراب و اسرائیل در سال ۱۹۴۸، زمانی که اسرائیل دست بالا را داشت، ظاهراً دستور گسترش استفاده از عوامل بیولوژیکی علیه خود کشورهای عربی صادر شد.

### پس از ۱۵ مه ۱۹۴۸
پس از تهاجم کشورهای عربی در ۱۵ مه و در هفته‌های اول جنگ اعراب و اسرائیل در سال ۱۹۴۸، مزیت تسلیحاتی به نفع کشورهای عربی متمایل بود. از ژوئن به بعد و پس از اولین آتش‌بس، ورق به نفع اسرائیلی‌ها برگشت. این تغییر وضعیت ناشی از تماس‌هایی بود که در نوامبر ۱۹۴۷ و پس از آن صورت گرفت.
یه‌شو تفنگ، مسلسل و مهمات را از چکسلواکی خریداری کرد، که عمدهٔ آن‌ها پس از پایان حکمرانی بریتانیا در ۱۵ مه ۱۹۴۸ به دستشان رسید. یه‌شو از چکسلواکی جنگنده‌های اس-۱۹۹ نیز گرفت و بعداً سوپرمارین اسپیت‌فایر نیز دریافت کرد. در انبارهای باقی‌مانده از جنگ جهانی دوم، یه‌شو تمام تجهیزات، وسایل نقلیه و تدارکات لازم برای یک ارتش را تهیه کرد. علی‌رغم ادامه تحریم، از فرانسه خودروهای زرهی تهیه کردند. یه‌شو دستگاه‌هایی را برای تولید اسلحه و مهمات خریداری کرد و پایه‌های صنعت تسلیحات اسرائیل را شکل داد.
یه‌شو از ایالات متحده بمب‌افکن و هواپیماهای ترابری خریداری کرد که در طی عملیات بالاک برای حمل تسلیحات مورد استفاده قرار گرفت. برخی از کشتی‌ها نیز از بنادر مختلف اروپا اجاره داده شدند تا این کالاها تا ۱۵ مه انتقال داده شوند.
با این حال، برای بن گوریون، مشکل اصلی ساخت ارتشی بود که شایستهٔ ارتش یک کشور نیز باشد.

## سازماندهی مجدد هگانا

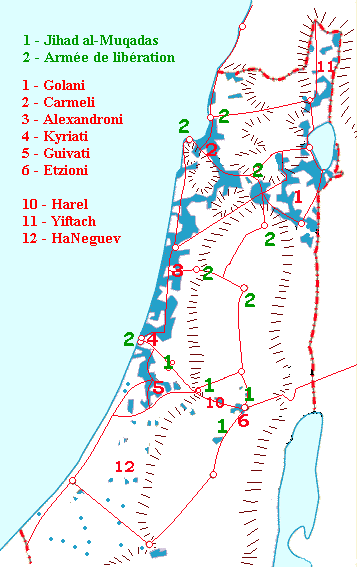
صحنه عملیات تیپ‌های هگانا.

بن گوریون بعد از اینکه «یهودیان فلسطین و جاهای دیگر را واداشت تا هر کاری که می‌توانند، چه شخصی و چه مالی برای کمک به یه‌شو انجام دهند»، دومین دستاورد بزرگ او تبدیل موفقیت‌آمیز هگانا از یک سازمان شبه‌نظامی مخفی به یک ارتش واقعی بود. بن گوریون اسرائیل گالیلی را به سمت رئیس شورای فرماندهی عالی هگانا منصوب کرد و هگانا را به ۶ تیپ پیاده‌نظام که اعداد ۱ تا ۶ را شامل می‌شدند تقسیم کرد و به هر یک از آن‌ها یک عملیات دقیق اختصاص داد. یاکوف دوری به عنوان رئیس ستاد منصوب شد، اما این ییگائیل یادین بود که مسئولیت ریاست عملیات را به عهده گرفت. پالماخ به فرماندهی یگال آلون به ۳ تیپ نخبه به تعداد ۱۰ تا ۱۲ نفره تقسیم شد و نیروی متحرک هگانا را تشکیل داد. تلاش‌های بن گوریون برای حفظ کنترل شخصی بر ارتش تازه‌تشکیل‌شده اسرائیل، در اواخر ماه ژوئیه به شورش ژنرال‌ها منجر شد.
در ۱۹ نوامبر ۱۹۴۷، سربازی اجباری برای همه مردان و زنان ۱۷ تا ۲۵ ساله برقرار شد. تا پایان مارس ۲۱٬۰۰۰ نفر به خدمت سربازی رفته بودند. در ۳۰ مارس فراخوان به مردان و زنان مجرد بین ۲۶ تا ۳۵ سال تعمیم داده شد. پنج روز بعد دستور بسیج عمومی برای همه مردان زیر ۴۰ سال صادر شد.
«از نوامبر ۱۹۴۷، تغییر هگانا از یک گروه شبه‌نظامی به یک ارتش منظم شروع شد. (...) تعداد کمی از واحدها تا دسامبر به خوبی آموزش دیده بودند. (...) در ماه مارس تا آوریل و در ماه آوریل تا مه، هگانا در حال انجام عملیات تهاجمی با اندازه تیپ بود.»

## جنگ جاده‌ای و محاصره اورشلیم

### موقعیت جغرافیایی مناطق یهودی

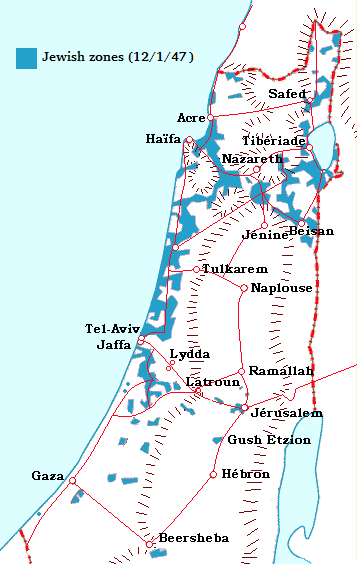
نقشه شهرک‌ها و جاده‌های یهودیان در فلسطین تا ۱ دسامبر ۱۹۴۷

به غیر از خط ساحلی، یه‌شو یا سکونتگاه‌های یهودی بسیار پراکنده بودند. ارتباط منطقهٔ ساحلی (منطقه اصلی سکونتگاه‌های یهودیان) و سکونتگاه‌های پیرامونی از طریق جاده بود. این جاده‌ها هدف آسانی برای حملات بودند، زیرا اکثر آن‌ها از محلات کاملاً عرب‌نشین یا از نزدیکی آن‌ها می‌گذشتند. انزوای ۱۰۰٬۰۰۰ یهودی در اورشلیم و سایر سکونتگاه‌های یهودی خارج از منطقه ساحلی، مانند کیبوتص کفار عتصیون، در نیمه جادهٔ راهبردی بین اورشلیم و الخلیل، ۲۷ شهرک در منطقه جنوبی نگب و شهرک‌های تا شمال جلیل یک نقطه ضعف استراتژیک برای نیروهای یهودی بود.
امکان تخلیه این مناطق برای دفاع در نظر گرفته شد، اما سیاست هگانا توسط دیوید بن گوریون تعیین می‌شد. او اظهار داشت که «آنچه مردم یهود دارند باید حفظ شود. هیچ یهودی نباید خانه، مزرعه، کیبوتص یا شغل خود را بدون اجازه رها کند. هر پاسگاه، هر مستعمره، خواه منزوی باشد یا نه، باید به گونه‌ای اشغال شود که گویی خود تل آویو است.» هیچ شهرک یهودی‌نشینی تا پیش از حملهٔ اعراب در ماه مه ۱۹۴۸ تخلیه نشد. تنها دوازده کیبوتص در جلیل و آن‌هایی که در گوش عتصیون بودند، زنان و کودکان را به مناطق امن‌تر داخلی فرستادند.
بن گوریون دستور داد که سکونتگاه‌های نگب به ویژه کیبوتص‌های کفر داروم و یاد مردخای (هر دو نزدیک به غزه)، رویویم (جنوب بئرشبا) و کفار عتصیون از نظر تعداد نیرو و کالا تقویت شوند. با آگاهی از خطری که بر نگب سنگینی می‌کرد، فرماندهی عالی هگانا یک گردان کامل پالماخ را در آنجا مأمور کرد.

### محاصره اورشلیم

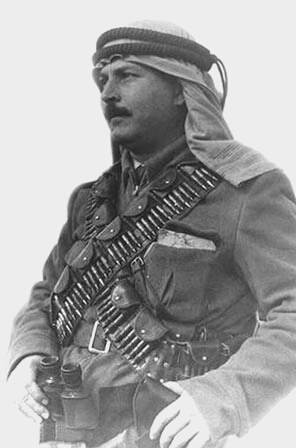
عبدالقادر الحسینی، رهبر نظامی برجسته در طول جنگ داخلی فلسطین.

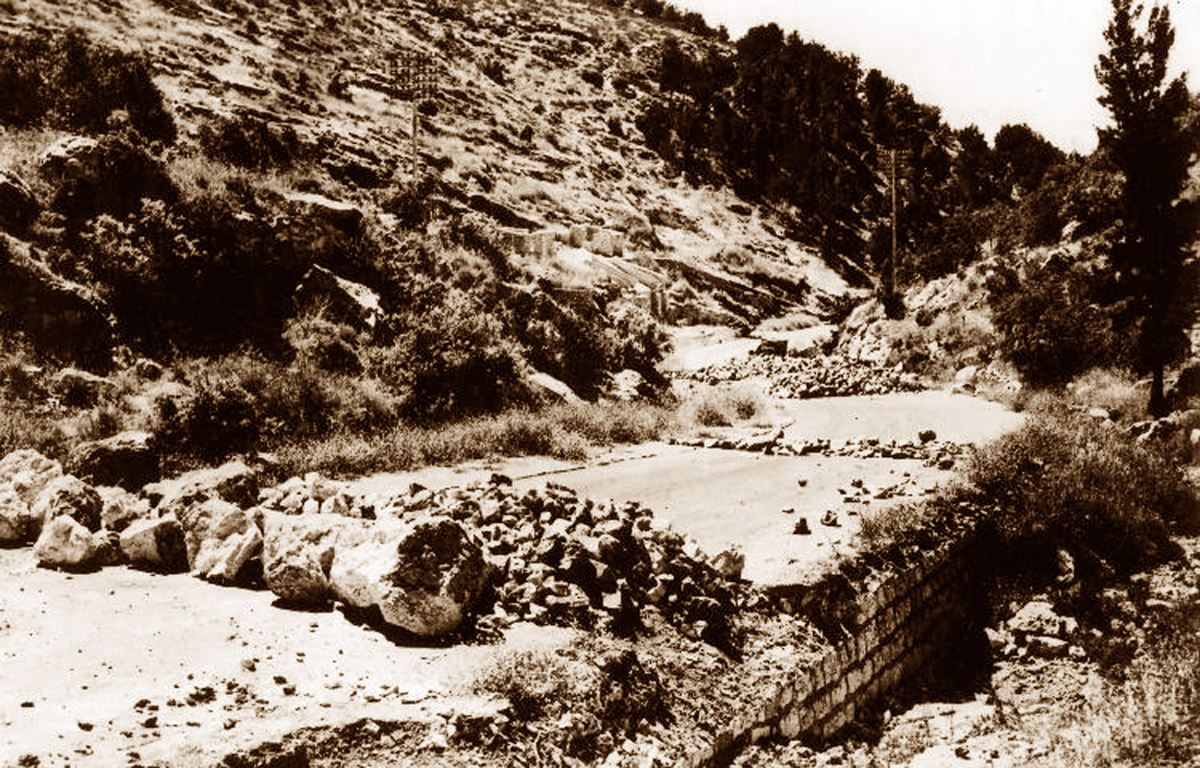
بستن جاده توسط اعراب، در جاده اصلی به اورشلیم

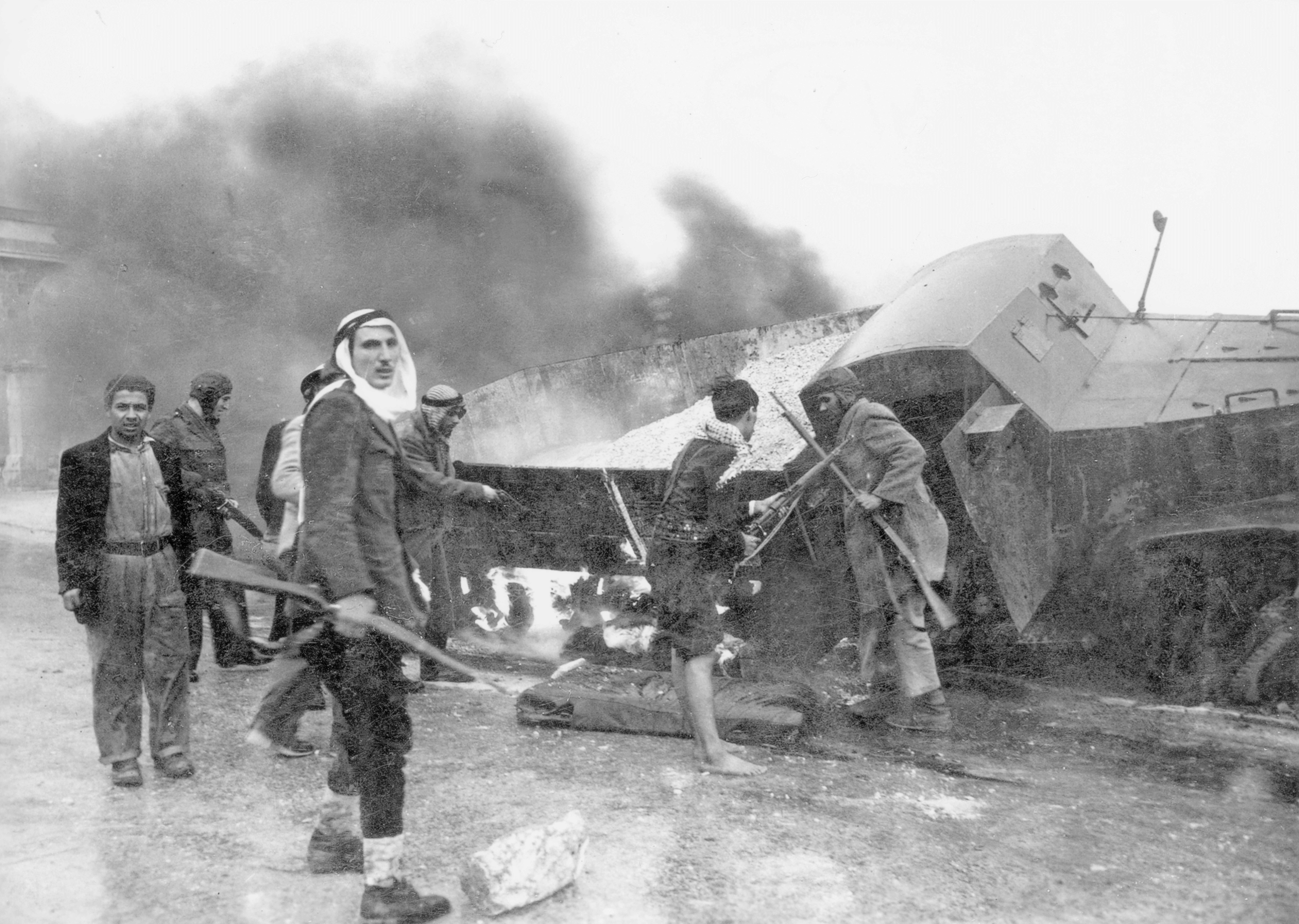
نیروهای فلسطینی در نزدیکی کامیون سوختهٔ هگانا، جاده اورشلیم، ۱۹۴۸

وضعیت اورشلیم بحرانی‌تر شد و دسترسی به شهر برای جمعیت یهودی آن که یک ششم کل جمعیت یهودی فلسطین را تشکیل می‌دادند، دشوارتر می‌شد. مسیر طولانی و دشوار از تل آویو به اورشلیم، پس از خروج از منطقه یهودی در هولدا، از دامنه‌های لاترون می‌گذشت. عبور از مسیر ۲۸ کیلومتری بین باب آلود و اورشلیم حدود سه ساعت طول می‌کشید و این مسیر از نزدیک روستاهای عرب نشین سریس، قلونیه، القسطال و دیر یاسین می‌گذشت.
عبدالقادر حسینی به قصد محاصره اورشلیم و جامعهٔ یهودی آن به این شهر رسید. او با حامیانش به سوریف، روستایی در جنوب غربی اورشلیم نقل مکان کرد. نیروهای او صد نفر بود که قبل از جنگ در سوریه آموزش دیده بودند و به عنوان افسر در ارتش او، یعنی جهاد مقدس خدمت می‌کردند. صدها جوان روستایی و کهنه سربازان عرب ارتش بریتانیا نیز به او پیوستند. به زودی او شبه‌نظامیانی متشکل از چندین هزار نفر در اختیار داشت و مرکزهای آموزشی خود را به بیر زیت، شهری در نزدیکی رام‌الله منتقل کرد.
منطقهٔ نفوذ عبدالقادر تا ناحیه لد، رمله و تپه‌های یهود گسترش می‌یافت که حسن سلامه در آنجا ۱۰۰۰ نفر را فرماندهی می‌کرد. سلامه مانند عبدالقادر سال‌ها با مفتی حاج امین الحسینی ارتباط داشت و همچنین در شورش عربی ۱۹۳۶–۱۹۳۹ در فلسطین فرمانده بود و در کودتای رشید علی ۱۹۴۱ و متعاقب آن جنگ انگلیس و عراق نیز شرکت کرده بود. سلامه در سال ۱۹۴۴ در عملیات اطلس دوباره وارد فلسطین شد و به عنوان عضوی از یک واحد کماندویی ویژه آلمانی-عربی به نام Waffen SS وارد درهٔ اردن شد. او با الحسینی هماهنگ کرد تا طرحی برای اخلال و آزار و اذیت مسافران جاده‌ای در تلاش برای منزوی کردن و محاصره اورشلیم غربی (بخش یهودی اورشلیم) اجرا کند.
در ۱۰ دسامبر، اولین حمله سازماندهی شده رخ داد و ده نفر از یک کاروان مسافر از سمت بیت لحم به کفار عتصیون کشته شدند.
در ۱۴ ژانویه، عبدالقادر حمله‌ای به کفار عتصیون که در آن ۱۰۰۰ مبارز عرب فلسطینی شرکت داشتند را فرماندهی کرد. این حمله با شکست مواجه شد و ۲۰۰ نفر از نیروهای حسینی جان باختند. با این وجود، این حمله برای یهودیان بدون تلفات نبود: گروهی متشکل از ۳۵ مرد پالماخ که به دنبال تقویت تشکیلات بودند در تله قرار گرفتند و کشته شدند.
در ۲۵ ژانویه، یک کاروان یهودی در نزدیکی روستای عرب‌نشین القسطل مورد حمله قرار گرفت. حمله با موفقیت همراه نبود و چندین روستا در شمال شرقی اورشلیم به درخواست کمک پاسخ دادند، اگرچه برخی دیگر به دلیل ترس از انتقام‌جویی پاسخ ندادند. کارزار برای کنترل جاده‌ها به‌طور فزاینده‌ای ماهیت نظامی‌گرایانه پیدا کرد و به نقطه کانونی تلاش‌های اعراب در جنگ تبدیل شد. پس از ۲۲ مارس و انهدام کاروانی متشکل از ۳۰ وسیله نقلیه در ژرف‌دره باب الواد، ارسال کاروان‌های کمکی به اورشلیم متوقف شد.
در ۲۷ مارس، یک کاروان تدارکاتی مهم از کفار عتصیون در یک تله نظامی در جنوب اورشلیم گرفتار شد. آنها مجبور شدند تمام اسلحه، مهمات و وسایل نقلیه خود را به نیروهای الحسینی تسلیم کنند. یهودیان اورشلیم پس از ۲۴ ساعت درگیری از بریتانیا درخواست کمک کردند. بر اساس یک گزارش بریتانیایی، وضعیت در اورشلیم، که در آن سیستم جیره‌بندی مواد غذایی از قبل اعمال می‌شد، پس از ۱۵ مهٔ بدتر شده بود.
وضعیت در سایر مناطق کشور نیز مانند اورشلیم بحرانی بود. سکونتگاه‌های نگب به دلیل عدم امکان استفاده از جادهٔ ساحلی جنوبی که از مناطق پرجمعیت اعراب می‌گذشت، کاملاً منزوی شده بودند. در ۲۷ مارس، کاروان تدارکاتی یحیام که برای کیبوتص‌های منزوی در شمال غرب جلیل در نظر گرفته شده بود، در مجاورت نهاریا مورد حمله قرار گرفت. در نبرد متعاقب آن، ۴۲ تا ۴۷ نیروی هگانا و حدود صد جنگجوی ارتش آزادی‌بخش عرب کشته شدند و تمام وسایل نقلیه درگیر منهدم شدند.

## حمله هگانا (۱ آوریل - ۱۵ مه ۱۹۴۸)

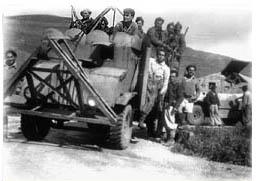
کاروان محافظت شده یهودیان در حین محاصره جاده تل آویو - اورشلیم

مرحله دوم جنگ در ماه آوریل و با حرکت هگانا به سمت حمله آغاز شد که تغییر بزرگی در روند جنگ بود.
در این مرحله، نیروهای عرب از حدود ۱۰٬۰۰۰ مرد تشکیل شده بودند که در میان آنها بین ۳۰۰۰ تا ۵۰۰۰ داوطلب خارجی در ارتش آزادی‌بخش عرب خدمت می‌کردند. نیروهای هگانا و پالماخ به‌طور پیوسته در حال افزایش بودند. در ماه مارس، آنها حدود ۱۵۰۰۰ مرد و در ماه مه حدود ۳۰۰۰۰ نفر را که مجهزتر، آموزش‌دیده و سازماندهی‌شده بودند، کنار هم قرار دادند.
گروه‌های مسلح فلسطینی به شکل گسترده‌ای شکست خوردند، نیروهای یهودی کنترل برخی از مسیرهای اصلی که شهرک‌های یهودی‌نشین را به هم مرتبط می‌کرد، به دست گرفتند و در نتیجه، اورشلیم توانست دوباره تدارکات دریافت کند. جامعهٔ فلسطینی از هم فروپاشید. بسیاری از شهرهای مختلط از جمله یافا توسط هگانا تصرف شدند و مهاجرت گسترده‌ای آغاز شد.

### نقشه دالت

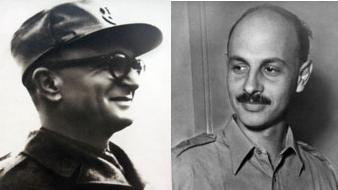
یاکوف دوری، رئیس ستاد هگانا و دست راست او، ییگائیل یادین، رئیس عملیات.

نقشه دالت در ۱۰ مارس ۱۹۴۸ به سرپرستی ییگائل یادین نهایی شد. این نقشه در ۷۵ صفحه، قوانین و مواردی را که هگانا باید در مرحله دوم جنگ دنبال می‌کرد، بیان کرده بود. هدف اصلی آن تأمین امنیت ارتباطات زمینی بی‌وقفهٔ یه‌شو بود، به ویژه در پاسخ به جنگ جاده‌ای که توسط الحسینی شروع شده بود و همچنین برای آماده‌سازی برای مداخله اعلام شده از سوی کشورهای عربی. نقشه دالت جنجال زیادی در بین مورخان ایجاد کرد. برخی آن را طرحی می‌دانند که در درجه اول ماهیت تدافعی و نظامی داشت و تدارکاتی در برابر تهاجم بود، در حالی که برخی دیگر فکر می‌کنند که این طرح ماهیت تهاجمی داشت و هدف آن فتح هر چه بیشتر فلسطین بود، و برخی نیز معتقدند هدف پاکسازی قومی فلسطین بود.

### عملیات نخشون (۲ تا ۲۰ آوریل)

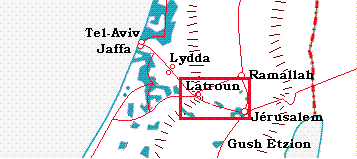
نمایش عملیات‌ها

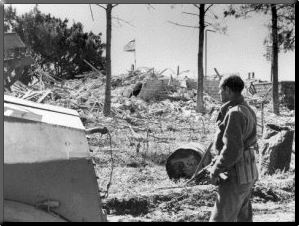
سرباز هگانا در القسطل در ۵ آوریل ۱۹۴۸.

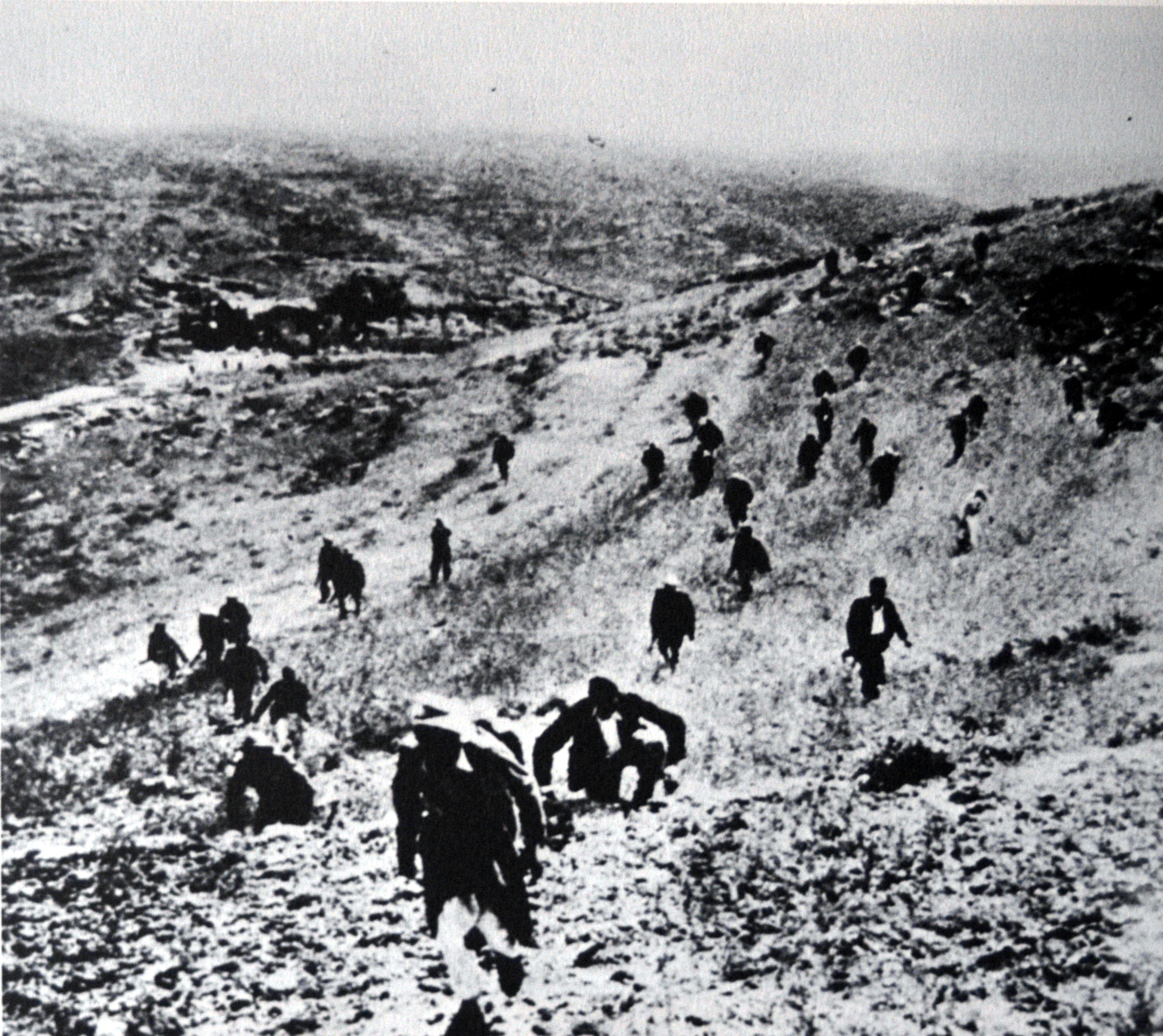
نیروهای ارتش جهاد مقدس، به روستای القسطل در نزدیکی اورشلیم نزدیک می‌شوند تا آن را از پالماخ پس بگیرند.

در پایان مارس ۱۹۴۸، نیروهای حسینی از رسیدن کاروان‌های تدارکاتی به اورشلیم جلوگیری کردند. شهر محاصره شد و جمعیت یهودی مجبور به اجرای سیستم جیره‌بندی شدند. بن گوریون تصمیم گرفت عملیات نخشون را برای بازکردن شهر و تأمین تدارکات اورشلیم آغاز کند. عملیات نخشون نشانگر تغییر رویهٔ هگانا از دفاع به حمله بود، حتی قبل از اجرای نقشه دالت.
اولین دستورها در ۲ آوریل ۱۹۴۸ با حملات انحرافی به نقاط مختلف از جمله القسطل صادر شد. بین ۵ تا ۲۰ آوریل ۱۵۰۰ مرد از تیپ‌های گیواتی و هرل کنترل جادهٔ اورشلیم را به دست گرفتند و به ۳ یا ۴ کاروان اجازه دادند تا به شهر برسند.
این عملیات یک موفقیت نظامی بود. تمام روستاهای عربی که مسیر را مسدود کرده بودند، یا تصرف شدند یا ویران شدند و نیروهای یهودی در تمام درگیری‌های خود پیروز شدند. با این وجود، همهٔ اهداف عملیات محقق نشد، زیرا تنها ۱۸۰۰ تن از ۳۰۰۰ تن تدارکات پیش‌بینی شده به شهر منتقل شد و همچنان باید دو ماه جیره‌بندی شدید در نظر گرفته می‌شد.
عبدالقادر الحسینی در شب ۷ تا ۸ آوریل در بحبوحه نبردهایی که در القسطل در جریان بود کشته شد. از دست دادن این رهبر کاریزماتیک فلسطینی «استراتژی و سازماندهی اعراب در منطقه اورشلیم را مختل کرد». جانشین او، امیل غوری تاکتیک‌ها را تغییر داد و به‌جای ایجاد تله در طول مسیر، یک مسدودیت جاده‌ای بزرگ در باب الواد ایجاد کرد و در نتیجه اورشلیم بار دیگر منزوی شد.
عملیات نخشون سازماندهی نظامی ضعیف گروه‌های شبه‌نظامی فلسطین را برملا کرد. آن‌ها به دلیل کمبود تدارکات، به ویژه مواد غذایی و مهمات، قادر به ادامهٔ درگیری‌هایی که بیش از چند ساعت با پایگاه‌های دائمی آن‌ها فاصله داشت، نبودند.
در مواجهه با این وقایع، کمیته عالی عرب از آلن کانینگهام خواست تا اجازهٔ بازگشت مفتی را صادر کند؛ مفتی تنها فردی بود که به نظر آن‌ها قادر به اصلاح وضعیت بود. مفتی علی‌رغم کسب اجازه، به اورشلیم نرسید. کاهش اعتبار او راه را برای گسترش نفوذ ارتش آزادی‌بخش عرب و فوزی القاوقجی در منطقه اورشلیم باز کرد.

### نبرد میشمار هایمک (۴ تا ۱۵ آوریل)

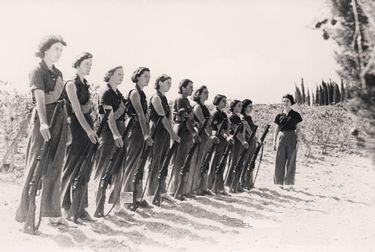
آموزش زنان در میشمار هایمک

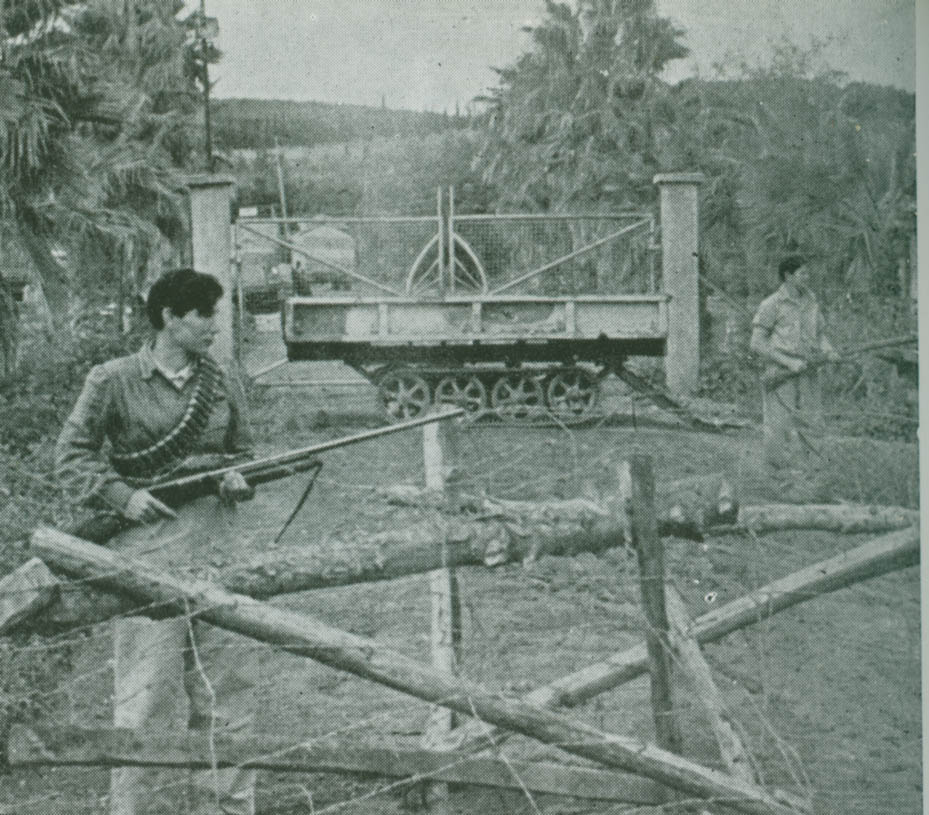
سربازان یهودی در ورودی میشمار هایمک، ۱۹۴۸

میشمار هایمک یک کیبوتص است که توسط ماپام در سال ۱۹۳۰، در دره جزریل، نزدیک جاده حیفا و جنین که از کیبوتص مگیدو می‌گذرد، تأسیس شد. این کیبوتص در مکانی واقع شده که افسران هگانا آن را یکی از محتمل‌ترین محورهای نفوذ برای «حمله بزرگ اعراب» علیه یه‌شو می‌دانستند.
در ۴ آوریل، ارتش آزادی‌بخش عرب با پشتیبانی توپخانه حمله را آغاز کرد. اعضای کیبوتص که توسط سربازان هگانا حمایت می‌شدند، با این حمله مقابله کردند. آتش توپخانه‌ای که تقریباً به‌طور کامل کیبوتص را نابود کرده بود، توسط یک واحد بریتانیایی که به دستور ژنرال مک میلان وارد صحنه شد، متوقف شد و در ۷ آوریل، فوزی القاوقجی آتش‌بس ۲۴ ساعته را پذیرفت، اما آن را مشروط به تسلیم کیبوتص کرد. ساکنان کیبوتص فرزندان خود را خارج کردند و پس از مشورت با تل آویو از تسلیم شدن خودداری کردند.
در ۸ یا ۹ آوریل، هگانا آمادهٔ یک ضدحمله بود. اسحاق سده با دستور «پاکسازی» منطقه، مسئولیت عملیات را بر عهده گرفت. نبرد تا ۱۵ آوریل ادامه داشت. افراد سده تمام روستاهای اطراف کیبوتص را محاصره کردند و ارتش آزادی‌بخش عرب مجبور به عقب‌نشینی به پایگاه‌های خود در جبه شد. اکثریت ساکنان منطقه فرار کردند، اما کسانی که فرار نکردند یا زندانی شدند یا به جنین اخراج شدند. روستاها توسط برخی ساکنان کیبوتص غارت شد و طبق نقشه دالت با مواد منفجره با خاک یکسان شد.
به گزارش موریس، سربازان ارتش آزادی‌بخش عرب با دریافت گزارش‌هایی مبنی بر کشتار دیر یاسین و کشته شدن عبدالقادر الحسینی، روحیهٔ خود را از دست دادند. در طول نبرد، عموماً مجبور به عقب‌نشینی و ترک مردم روستاها شده بودند. دومینیک لاپیر و لری کالینز گزارش می‌دهند که جاشوا پالمون، رئیس یک واحد ۶ نفره، نتوانست قطعات با ارزش توپخانه را تصاحب کند و آن را به‌عنوان یک ناکامی برای فوزی القاوقجی قلمداد می‌کنند که برای آن بهانه‌های زیادی ارائه کرد به ویژه این که ادعا کرد که نیروهای یهود دارای ۱۲۰ تانک، شش اسکادران هواپیمای جنگنده و بمب‌افکن هستند و توسط یک هنگ از داوطلبان غیر یهودی روسی پشتیبانی می‌شوند. به گفته موریس، «بنا به گفته بن گوریون، حدود ۶۴۰ سرباز هگانا با برتری تسلیحاتی با حدود ۲۵۰۰ سرباز ارتش آزادی‌بخش روبرو شدند و آنها را شکست دادند.» هنگامی که نبرد به پایان رسید، نیروهای پالماخ عملیات «پاکسازی» را تا ۱۹ آوریل ادامه دادند و چندین روستا را ویران کردند و ساکنان آنها را مجبور به فرار کردند. برخی روستاها نیز با دستور مقامات عربی تخلیه شدند.
در ماه مه، ایرگون چندین عملیات در منطقه انجام داد و تعدادی از روستاها را تخریب کرد و برخی از ساکنان آن‌ها را کشت.

### کشتار دیر یاسین
دیر یاسین روستایی واقع‌شده در ۵ کیلومتری غرب اورشلیم است. در ۹ آوریل ۱۹۴۸، مستقل از عملیات ناچشون، حدود ۱۲۰ نیروی ایرگون و لحی به روستا حمله کردند که با مقاومت روبرو شدند. پس از درگیری شدید با کمک پالماخ، آن روستا را به تصرف خود درآوردند. از نیروهای ایرگون و لحی ۴ نفر کشته و ۳۵ نفر زخمی شدند. در این حمله بین ۱۰۰ تا ۱۲۰ تن از ساکنان این روستا که اکثراً غیرنظامی بودند، کشته شدند. هگانا این حمله را تأیید و به آن کمک کرده بود.
این عملیات خشم جامعهٔ بین‌الملل را برانگیخت، خصوصاً به خاطر این که مطبوعات در آن زمان تعداد کشته‌شدگان را ۲۵۴ نفر گزارش کردند. بن گوریون به شدت آن را محکوم کرد، و همچنین مقامات اصلی یهودی شامل هگانا، خاخام بزرگ و آژانس یهودیان برای اسرائیل نیز آن را محکوم کردند و نامه‌ای برای محکومیت این کار، عذرخواهی و تسلیت به عبدالله اول پادشاه اردن فرستادند.
به گفته موریس «مهم‌ترین تأثیر فوری این بی‌رحمی و کمپین رسانه‌ای که به دنبال آن انجام شد، افزایش ترس در شهرها و روستاهای فلسطینی و بعداً فرار وحشت زدهٔ فلسطینی‌ها بود." بازتاب مهم دیگر در میان جمعیت عرب کشورهای همسایه بود که بار دیگر فشار خود را بر نمایندگان این کشورها برای مداخله و کمک به اعراب فلسطینی افزایش دادند.

### قتل‌عام کاروان پزشکی هداسا
در ۱۳ آوریل، به عنوان بخشی از انتقام کشتار دیر یاسین، کاروانی که به سمت بیمارستان هداسا اورشلیم در کوه اسکوپوس در حال حرکت بود مورد حمله صدها عرب قرار گرفت. در نبرد هفت ساعته ۷۹ یهودی شامل پزشکان و بیماران کشته شدند. سیزده سرباز انگلیسی در صحنهٔ درگیری حضور داشتند، اما آن‌ها کاری نکردند و فقط در آخرین لحظات قتل‌عام بود که تلاشی برای مداخله انجام دادند.
سرهنگ دوم جک چرچیل در صحنهٔ درگیری حضور داشت و بعداً شهادت داد که او سعی کرده از طریق بی‌سیم برای پشتیبانی به کاروان هداسا کمک کند، اما درخواستش رد شد.

### نبرد رامت یوهانان و فرار از دروزها
فوزی القاوقجی به دنبال «شکست مفتضحانه» میشمار هایمک، به هنگ دروزی ارتش آزادی‌بخش عرب دستور داد تا عملیات‌های انحرافی انجام دهند. سربازان دروزی در چندین روستای عرب در ۱۲ کیلومتری شرق حیفا موضع گرفتند که از آنجا گهگاه به ماشین‌های عبوری و شهرک‌های یهودی، از جمله رامات یوهانان حمله می‌کردند.
سربازان هگانا و کیبوتص که از آن‌ها حمایت می‌کردند، حملات خود را عقب انداختند و روستاهایی را که از آنجا حملات آغاز شده بود را ویران کردند. با تمام شدن مهمات، دروزی‌ها با صد تلفات به پایگاه خود در شفا امر عقب‌نشینی کردند. پس از یک شکست اولیه، یک نیروی کارملی به اندازه یک گردان در شب ۱۵–۱۶ آوریل بر دو روستا تسلط یافت. گردان دروزی در ۱۶ آوریل ۹ بار به مواضع کارملی حمله کرد اما نیروهای کارملی به مقابله پرداختند. تا بعد از ظهر، سربازان خسته دروزی عقب‌نشینی کردند. یک گزارش هگانا از «نیروهای آموزش‌دیده و بسیار شجاع دشمن» تمجید کرد.
دروزی‌ها قبلاً چندین بار با عوامل یه‌شو تماس گرفته بودند و پس از شکست آن‌ها در رامات یوهانان، افسران دروزی پیشنهاد جدایی و پیوستن به صفوف هگانا را ارائه کردند. این پیشنهاد با ییگائل یادین مطرح شد و او این پیشنهاد را رد کرد، اما پیشنهاد کرد که آن‌ها می‌توانند در انجام عملیات خرابکارانه در پشت خط اعراب و تحت تأثیر قرار دادن همرزمان خود برای ترک ارتش کمک کنند. در آغاز ماه مه، ۲۱۲ سرباز وهاب فرار کردند. وهاب با در نظر گرفتن نگرش افراد خود، در ۹ مه با افسران رابط یهودی ملاقات کرد و موافقت کرد که با هگانا همکاری کند. دو طرف از درگیری اجتناب کردند و وهاب یک منطقه بی‌طرف در مرکز جلیل ایجاد کرد. ارتش وهاب به درخواست‌ها برای کمک به مبارزه با اشغال عکا توسط هگانا پاسخی نداد و در حالی که هگانا قلعه پلیس شفاعمر را در حین تخلیهٔ آن توسط بریتانیایی‌ها اشغال کرده بود، از حضور در آنجا اجتناب کرد.
موقعیتی که دروزی‌ها در آن قرار گرفتند بر سرنوشت آن‌ها پس از جنگ تأثیر گذاشت. با توجه به رابطهٔ خوب بین دروزها و یه‌شو از سال ۱۹۳۰ به بعد، علی‌رغم همکاری آن‌ها با شورای عالی عرب و اتحادیه عرب، بن گوریون اصرار داشت که دروزها و همچنین چرکس‌ها و مارونی‌ها از موقعیتی متفاوت با موقعیت سایر اعراب بهره‌مند شوند.

### عملیات یفتاح (۲۰ آوریل - ۲۴ مه)

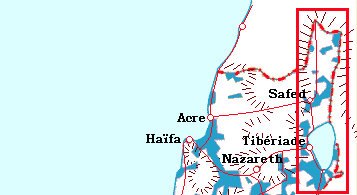
نمایش عملیات

گالیله پانهندل منطقه‌ای در شمال شرقی جلیل، بین دریاچه طبریه و متولا و تحت کنترل یهودیان بود که دورترین و منزوی‌ترین منطقه از پرتراکم‌ترین منطقه یهودیان، یعنی دشت ساحلی محسوب می‌شد. وجود مرز لبنان در شمال، مرز سوریه در شرق و حضور اعراب در بقیه مناطق جلیل، آن را به هدف احتمالی مداخله ارتش‌های عربی تبدیل کرده بود. در چارچوب نقشه دالت، ییگائل یادین مسئولیت مدیریت عملیات یفتاح را به یگال آلون، فرمانده پالماخ سپرد که هدف آن کنترل تمام مناطق فوق و تحکیم آن قبل از حملهٔ برنامه‌ریزی‌شدهٔ اعراب در روز ۱۵ مه بود.
آلون مسئول گردان‌های اول و سوم پالماخ بود که باید با مردم صفد و ده‌ها روستای عرب روبرو می‌شد. این وضعیت با حضور بریتانیایی‌ها مشکل‌تر شد، هرچند آن‌ها تخلیه منطقه را آغاز کرده بودند. بر اساس تحلیل آلون، ضروری بود که آنها منطقه را از حضور اعراب خالی کنند تا بتوانند کاملاً از خود محافظت کنند. تخلیه اعراب همچنین جاده‌هایی را که نیروهای عربی باید در آنها نفوذ می‌کردند، تحت فشار قرار می‌داد.
در ۲۰ آوریل، آلون کارزاری را آغاز کرد که تبلیغات، حملات، تسلط بر دژهایی را که بریتانیایی‌ها رها کرده بودند و تخریب روستاهای عربی تصرف‌شده را در هم آمیخت. در ۱ مه، یک ضدحمله توسط شبه‌نظامیان عرب علیه شهرک‌های یهودی‌نشین آغاز شد، اما در نهایت ناموفق بود. در ۱۱ مه، صفد سقوط کرد و عملیات در ۲۴ مه پس از سوزاندن روستاهای دره هولا به پایان رسید. تهاجم برنامه‌ریزی شده نیروهای سوری در این منطقه با شکست مواجه شد و در پایان ماه ژوئن، نوار گالیله از طبریه تا متولا، که صفد را در بر می‌گرفت، از تمام جمعیت عرب آن خالی شد.

### دیدار گلدا مئیر و ملک عبدالله اول اردن (۱۰ مه)

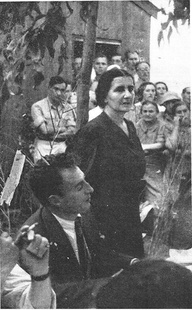
گلدا مئیر در سال ۱۹۴۳

در ۱۰ مه، گلدا مئیر و عزرا دانین مخفیانه به امان و به کاخ ملک عبدالله رفتند تا با او گفتگو کنند. وضعیتی که عبدالله در آن قرار گرفته بود سخت بود. از یک سو، جاه‌طلبی‌های شخصی او، وعده‌های یه‌شو در نوامبر ۱۹۴۷ و حمایت بریتانیا از این وعده‌ها، او را به فکر الحاق بخش عربی فلسطین به کشور خودش بدون مداخله علیه کشور آیندهٔ اسرائیل انداخت. از سوی دیگر، فشار مردمش در واکنش به کشتار دیر یاسین، همراه با احساسات آن‌ها نسبت به مهاجرت فلسطینی‌ها و توافقات او با سایر اعضای اتحادیه عرب، او را به حضور شدیدتر در جنگ علیه اسرائیل سوق می‌داد. او همچنین خود را در موقعیت قدرتمندی می‌دید که نه‌تنها از حمایت نظامی اتحادیه عرب برخوردار بود، بلکه حمایت نظامی بریتانیا را نیز داشت. بن گوریون در دفتر خاطرات خود در مورد واکنش گلدا مئیر به این ملاقات نوشت:
ما [در ۱۰ مه] ملاقات دوستانه‌ای داشتیم. او بسیار نگران بود و وحشت‌زده به نظر می‌رسید. او انکار نکرد که بین ما در مورد یک ترتیب مطلوب، یعنی اینکه او بخش عربی [فلسطین] را بگیرد، صحبت و تفاهم شده است. (...) اما عبدالله گفته بود که اکنون در ۱۰ مه فقط می‌تواند به یهودیان «خودمختاری» در یک پادشاهی بزرگ هاشمی پیشنهاد کند. او افزود که در حالی که علاقه‌ای به حمله به مناطق اختصاص داده شده برای کشور یهودیان ندارد، وضعیت ناآرام است. اما او ابراز امیدواری کرد که اردن و یه‌شو پس از فروکش کردن گرد و غبار، توافق صلح منعقد کنند.
تحلیل‌های تاریخی از انگیزه‌ها و نتیجه‌گیری‌های این نشست متفاوت است. به گفته دومینیک لاپیر و لری کالینز – و همچنین تاریخ نگاران اسرائیل – هدف پشت مذاکره دستیابی به یک معاهده صلح و اجتناب از حمله نیروهای عرب بود. در آن زمان موازنه قوا برای آن‌ها مساعد نبود، اما مئیر نتوانست شاه را متقاعد کند.

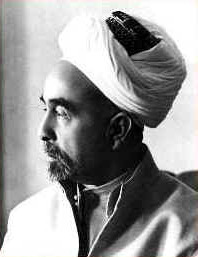
ملک عبدالله اردن

به گفته موریس، عبدالله «در وعده‌هایی که در ماه نوامبر برای عدم مخالفت با طرح تقسیم داده بود تجدیدنظر کرد»، اما مئیر را با این تصور باقی گذاشت که پس از پایان جنگ داخلی، کشور او با کشور یهود در صلح خواهد بود.
آوی شلیم از توافقی «تلویحی» برای جلوگیری از تقسیم فلسطین با فلسطینی‌ها صحبت کرد و این ایده را مطرح کرد که بین پادشاهی هاشمی و یه‌شو تبانی وجود دارد. با این حال، یوآو گلبر، مورخ، این ایده را رد کرد.
پیر رازوکس اشاره می‌کند که «اکثر کارشناسان آن را محتمل می‌دانند» که بن گوریون و ملک عبدالله بر سر تقسیم فلسطین تفاهم داشته باشند و تنها فشار کشورهای عربی بر عبدالله او را از پیگیری وعده خود بازداشت. به گفته رازوکس، این ایده نگرش بریتانیایی‌ها را توضیح می‌دهد که با پیروی از این نقشه، به وعده‌های آرتور بالفور به یه‌شو و امپراتوری هاشمی به‌طور همزمان عمل می‌کنند. وی بیان می‌کند که حضور نیروهای لژیون عرب، قبل از ۱۵ مه، در نزدیکی مواضع استراتژیک تحت تصرف بریتانیایی‌ها، از این طریق به راحتی قابل درک است.
ایلان پاپه تأکید می‌کند که به نظر نمی‌رسید وزرای عبدالله و خود جهان عرب از گفتگوهای انجام شده بین او و یه‌شو مطلع باشند، حتی اگر جاه‌طلبی‌های او در مورد فلسطین به‌طور گسترده شناخته شده باشد. او همچنین اظهار داشت که سر الک کرکبراید و گلاب پاشا در آن زمان فکر می‌کردند که دست‌کم عزام پاشا، دبیر اتحادیه عرب، باید از بازی دوگانه عبدالله اطلاع داشته باشد.
از سوی دیگر، مسلم است که گلدا مئیر و ملک عبدالله در مورد وضعیت اورشلیم به توافق نرسیدند. در ۱۳ مه، لژیون عرب کفار عتصیون را تصرف کرد، که در نیمه راه و در امتداد جاده بین الخلیل و اورشلیم قرار داشت. در ۱۷ مه، عبدالله به گلوب پاشا، فرمانده لژیون عرب دستور داد تا به اورشلیم حمله کند.

### کشتار کفار عتصیون

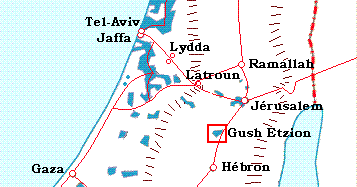
صحنه عملیات

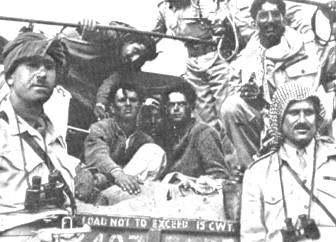
زندانیان یهودی پس از سقوط گوش عتصیون

کفار عتصیون (به انگلیسی: Kfar Etzion) متشکل از چهار شهرک است که در مسیر استراتژیک بین الخلیل و اورشلیم، درست در وسط قلمرو مسکونی عرب‌ها ایجاد شده است. در پایان سال ۱۹۴۷ دارای ۴۰۰ تن سکنه بود. پس از پذیرش قطعنامه ۱۸۱ تحت حملات اعراب قرار گرفت. بن گوریون در ۷ دسامبر عتصیون را تقویت کرد و با یک لشکر پالماخ از آن محافظت کرد، اما در ۸ ژانویه، او اجازه تخلیه زنان و کودکان از شهرک‌ها را صادر کرد.
پس از ۲۶ مارس که آخرین کاروان تدارکاتی با موفقیت به آنجا رسید، علیرغم تلفات جانی سنگین، مدافعان کاملاً منزوی شدند.
در ۱۲ مه، یگان‌های لژیون عرب شروع به حمله به شهرک‌های یهودی‌نشین کردند. انگیزهٔ آن‌ها شامل تمایل آن‌ها به محافظت از یکی از آخرین کاروان‌های تدارکاتی قبل از اعمال تحریم بود، که باید در جاده از کفار عتصیون عبور می‌کرد. نظریه دیگر این است که بلوک شهرک‌ها مانع استقرار لژیون در منطقه اطراف الخلیل شده بود که حمله به آن یکی از اهداف اصلی عبدالله بود. نیروهای مدافع به سرعت سقوط کردند و در ۱۳ مه، اولین کیبوتص تصرف شد و کسانی که اسیر شده بودند قتل‌عام شدند و فقط چهار نفر زنده ماندند. از ۱۳۱ مدافع، ۱۲۷ نفر از جمله ۲۱ زن با وجود تسلیم شدن کشته یا قتل‌عام شدند. سه شهرک دیگر نیز تسلیم شدند. کیبوتص‌ها ابتدا غارت شدند و سپس با خاک یکسان شدند. در مارس ۱۹۴۹، ۳۲۰ زندانی از شهرک‌های عتصیون، از جمله ۸۵ زن، از «اردوگاه اسرای جنگی اردن در مفرک» آزاد شدند.
حوادثی که در کفار عتصیون رخ داد، معایب سیاست منع تخلیه را آشکار کرد. این سیاست اگرچه در طول جنگ داخلی مؤثر بود، اما در هنگام مواجهه با شبه‌نظامیان، شهرک‌های یهودی‌نشین منزوی نمی‌توانستند در برابر قدرت آتش یک ارتش منظم مقاومت کنند و تخلیه می‌توانست از اسارت یا مرگ کسانی که از شهرک‌ها دفاع می‌کردند جلوگیری کند.
به گفته یوآو گلبر، سقوط و قتل‌عام کفار عتصیون بر تصمیم بن گوریون برای درگیری با لژیون عرب در مسیر اورشلیم تأثیر گذاشت، اگرچه ستاد کل هگانا در مورد اینکه آیا لژیون باید در داخل اورشلیم به چالش کشیده شود یا خیر، اختلاف نظر داشتند، زیرا چنین حرکتی می‌توانست به یهودیان شهر آسیب برساند. بن گوریون تصمیم نهایی را به شلتیل واگذار کرد. به این ترتیب نبرد برای فتح اورشلیم آغاز شد.

### اورشلیم: عملیات یووسی و کیلشون ("چنگال") (۱۳–۱۸ مه)

مبارزان یهودی در کاتامون

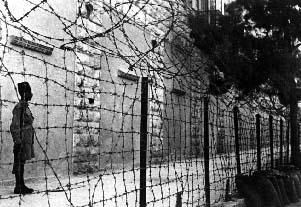
بیوینگراد، مرکز منطقه امنیتی بریتانیا در اورشلیم

عملیات یووسی دو هفته، از ۲۲ آوریل ۱۹۴۸ تا ۳ مه ۱۹۴۸ به طول انجامید. همه اهداف قبل از اجرای آتش‌بس توسط بریتانیا محقق نشد. یک نیروی پالماخ صومعه سان‌سیمون واقع در قطمون را اشغال کرد. نیروهای نامنظم عرب به صومعه حمله کردند و نبردی سنگین درگرفت. هر دو طرف جنگ مجروح و کشته‌های زیادی داشتند. پالماخ در حالی که رزمندگان مجروح خودشان را منفجر می‌کردند به فکر عقب‌نشینی افتاد، اما پس از آن متوجه شدند که نیروهای عرب خسته شده‌اند و نمی‌توانند به جنگ ادامه دهند. در نتیجه ساکنان عرب حومه شهر را ترک کردند و حومه یهودیان محاصره شده جنوبی آزاد شد.
هگانا قصد داشت اورشلیم را در روزهای پایانی قیمومت بریتانیا تصرف کنند. حملات به منطقهٔ بین اورشلیم شرقی و غربی از ۱۳ تا ۱۸ مه (معروف به عملیات کیلشون) به عنوان مرحله اولیه این فتح برنامه‌ریزی شده بود.
در اورشلیم، بریتانیا چندین منطقه امنیتی استراتژیک به نام «بیوینگراد» داشت. ایستگاه رادیویی، مرکز تلفن و بیمارستان دولتی شهر به همراه تعدادی پادگان و خوابگاه نوتردام در آنجا قرار داشتند. یکی از اهداف اصلی عملیات کیلشون به دست گرفتن کنترل این مناطق دارای اهمیت استراتژیک در زمانی بود که بریتانیایی‌ها در حال عقب‌نشینی بودند. در ۱۳ مه، هگانا کنترل خود بر محله یهودیان اورشلیم را گسترش داد و در ۱۴ام (با به دست آوردن برنامه دقیق تخلیه با کمک بریتانیا) کنترل بیوینگرادها، از جمله اداره پست مرکزی و محوطه کلیسای روسیه را در ساعت ۰۴:۰۰ به دست گرفت. آنها سربازان عرب را غافلگیر کردند و آن‌ها نیز هیچ مقاومتی نکردند.
هدف ثانویه عملیات کیلشون ایجاد یک خط مقدم مستمر بین مناطق مختلف یهودی نشین منزوی بود. برای این هدف، سرتیپ دیوید شالتیل، فرستاده سابق هگانا به اروپا، به همراه یک نیروی متشکل از ۴۰۰ سرباز هگانا و ۶۰۰ سرباز شبه نظامی مستقر شدند. امیل غوری، رهبر جدید ارتش جهاد مقدس نیز تصرف این منطقه‌ها را در نظر گرفت و ۶۰۰ سرباز را برای این مأموریت بسیج کرد، اما هیچ عملیات خاصی را آماده نکرد.
هدف ثانویه نیز موفقیت‌آمیز بود. در شمال شهر، نیروهای یهودی محلهٔ عرب‌نشین شیخ جراح را تصرف کردند، با کوه اسکوپوس ارتباط برقرار کردند و روستاهای اطراف مستعمره آمریکا را تصرف کردند. در جنوب، آنها پس از تصرف پادگان آلنبی، ارتباط مستعمرات آلمان و یونان با تالپیوت و رامات راحل را تضمین کردند. یک واحد پالماخ حتی توانست از طریق دروازه صهیون ارتباط با منطقه یهودی در اورشلیم را برقرار کند.
نیروهای عرب ناتوان و تسلیم وحشت شدند و وضعیت را ناامید کننده خواندند و سقوط شهر را قریب‌الوقوع اعلام کردند.

### عملیات بن امی (۱۳ تا ۲۲ مه)
{{{گزارمان}}}
در چارچوب طرح دالت، یگائل یدین قصد داشت در غرب گالیله، جایی که تعدادی از سکونتگاه‌های یهودی جدا شده قرار داشت، پیشرفتی ایجاد کند. این منطقه که از عکا تا مرز لبنان را در بر می‌گیرد، با طرح تقسیم به اعراب اختصاص یافته بود، اما در مسیری بود که نیروهای لبنانی قصد داشتند از طریق آن وارد فلسطین شوند.

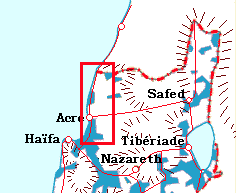
صحنه عملیات

فرماندهی این عملیات به موشه کارمل، رئیس تیپ کارملی سپرده شد. این عملیات شامل دو مرحله بود: مرحله اول در غروب ۱۳ مه آغاز شد، زمانی که واحدی از خودروهای زرهی و کامیون‌های هگانا بدون هیچ مقاومتی در امتداد ساحل پیشروی کردند. نیروهای ارتش آزادی‌بخش عرب بدون وارد شدن به نبرد فرار کردند و مرحله اول عملیات با تصرف عکا در ۱۸ مه پایان یافت. در مرحله دوم، از ۱۹ تا ۲۱ مه، نیروها تا کیبوتص یحیام در مرز لبنان پیش رفتند و آن را به هم وصل کردند و تعدادی از روستاهای عرب نشین در سر راه را فتح و ویران کردند.

### موج اصلی مهاجرت اعراب فلسطینی
حرکت هگانا به سمت عملیات تهاجمی در مرحله دوم جنگ با مهاجرت عظیمی همراه شد که شامل ۳۵۰٬۰۰۰ پناهنده عرب بود و آن‌ها به ۱۰۰٬۰۰۰ آوارهٔ فلسطینی در ابتدای جنگ اضافه شدند. اصطلاح «هجرت فلسطینیان» اغلب برای اشاره به این موج و دو موج بعدی استفاده می‌شود. این دو موج توجه مطبوعاتی قابل توجهی به دست آورد و به‌طور گسترده و بیش از سایر رویدادهای مرتبط با فلسطین در مطبوعات آن زمان بازتاب یافت.
علل و مسئولیت این مهاجرت، موضوعی بسیار بحث‌برانگیز در میان مفسران درگیری و حتی مورخانی است که در این دوره تخصص دارند. در میان علل مختلف احتمالی، افرایم کرش مهاجرت را عمدتاً به دستور مقامات عرب برای فرار نسبت می‌دهد، در حالی که دیگران استدلال می‌کنند که سیاست اخراج توسط مقامات یه‌شو سازماندهی شده بود و توسط هگانا اجرا شده بود. برخی دیگر با این حال این دو فرض را رد می‌کنند و مهاجرت را اثر تجمعی همه پیامدهای جنگ داخلی می‌دانند.

### تدارکات انجام شده توسط اتحادیه عرب
در آخرین نشست اتحادیه عرب در فوریه ۱۹۴۸، رهبران عرب اعتقاد خود را مبنی بر کمک ارتش آزادی‌بخش عرب به فلسطینی‌ها و وادار کردن جامعه بین‌المللی به دست کشیدن از طرح تقسیم مورد حمایت سازمان ملل ابراز کردند. اجلاس بعدی در ۱۰ آوریل در قاهره برگزار شد، در حالی که وضعیت به وضوح با مرگ الحسینی و کشتار میشمار هایمک تغییر کرده بود.
اسماعیل صفوت بار دیگر خواستار استقرار فوری ارتش‌های دولت عربی در مرزهای فلسطین و شرکت در عملیات‌های بزرگ‌تر شد. رهبران عرب برای اولین بار در مورد امکان مداخله در فلسطین گفتگو کردند.
سوریه و لبنان اعلام کردند که آماده مداخله فوری هستند، اما ملک عبدالله اجازه نداد نیروهای لژیون عرب فوراً به نفع فلسطینی‌ها مداخله کنند، اقدامی که باعث عصبانیت دبیرکل اتحادیه شد و او اعلام کرد که عبدالله فقط به دستور انگلیس تسلیم می‌شود.
با این وجود عبدالله اعلام کرد که آماده است تا لژیون عرب را برای کمک به آرمان فلسطین بعد از ۱۵ مه ارسال کند. در پاسخ سوریه اصرار داشت که ارتش مصر نیز حضور داشته باشد و با وجود مخالفت نخست‌وزیر مصر، فاروق یکم به درخواست سوریه پاسخ مثبت داد. اما انگیزهٔ او بیش از کمک کردن به فلسطینی‌ها، این بود که اهداف هژمونیک اردنی‌ها را محدود کند.
اعظم پاشا بعداً در پی سفر چند تن از بزرگان فلسطینی به امان و با وجود مخالفت مفتی سوریه و حاج امین الحسینی، پیشنهاد عبدالله را پذیرفت و اسماعیل صفوت را به امان فرستاد تا هماهنگی بین ارتش آزادی‌بخش عرب و لژیون عرب اردن را ترتیب دهد. تصمیم گرفته شد که فرماندهی عملیات‌ها در اختیار ملک عبدالله باشد و این که عراقی‌ها تیپی را در ماوراء اردن مستقر کنند تا برای مداخله در ۱۵ مه آماده شوند.
در ۲۶ آوریل، «قصد اشغال فلسطین» به‌طور رسمی در پارلمان ماوراء اردن اعلام شد و از یهودیان «دعوت شد تا خود را زیر قلمرو ملک عبدالله قرار دهند.» آن‌ها وعده دادند که جان یهودی‌ها را نگیرند. یه‌شو این اعلامیه را به عنوان یک اعلامیه جنگی در نظر گرفت و جهان غرب را تشویق کرد که از طریق ابزارهای دیپلماتیک بر شاه فشار بیاورد تا از مداخله او جلوگیری کند.
در ۳۰ آوریل، اردنی‌ها، مصری‌ها و عراقی‌ها در مورد فرماندهی عبدالله اختلاف نظر داشتند. عبدالله عنوان افتخاری فرمانده کل قوا را دریافت کرد، در حالی که ژنرال عراقی، الدین نور محمود، به عنوان رئیس ستاد منصوب شد. با وجود این نمایش وحدت، توافق شد که هر ارتش مستقل از یکدیگر در صحنه عملیات عمل کند.
در ۴ مه، گروه ضربت عراق به مفرق رسید. این گروه از یک هنگ تانک‌های زرهی، یک هنگ پیاده‌نظام مکانیزه و بیست و چهار سلاح توپخانه تشکیل شده بود و شامل ۱۵۰۰ نفر سرباز می‌شد. مصریان دو تیپ تشکیل دادند و حدود ۷۰۰ نفر را در سینا مستقر کردند. سوری‌ها نتوانستند نیروی بهتری را جمع‌آوری کنند، در حالی که لبنانی‌ها اعلام کردند که نمی‌توانند در عملیات نظامی در ۱۰ مه شرکت کنند.
تنها دو روز قبل از آن، در ۸ مه، وزارت خارجه بریتانیا دیگر از تهاجم اعراب مطمئن بود. در حالی که تحلیلگران بریتانیایی معتقد بودند که همه ارتش‌های عربی، به جز لژیون عرب، برای درگیری‌های آتی آماده نیستند، افسران مصری مدعی شدند که پیشروی آنها «رژه‌ای با کمترین خطر» خواهد بود و ارتش آن‌ها «پس از دو هفته در تل آویو خواهد بود».
وضعیت آمادگی نیروها به گونه‌ای بود که حتی نقشه فلسطین را هم نداشتند. در آن زمان، نقشه‌های نهایی تهاجم هنوز مشخص نشده بود. رهبران بریتانیا تلاش کردند تا رهبران عرب در تصمیم خود بازنگری کنند، اسماعیل صفوت با بی‌تفاوتی استعفا داد، اما کشورهای عربی مصمم به نظر می‌رسیدند. در ۱۵ مه ۱۹۴۸، اتحادیه عرب رسماً اعلام کرد که برای تضمین امنیت و حق تعیین سرنوشت ساکنان فلسطین در یک کشور مستقل، در فلسطین مداخله خواهد کرد.

## نتایج و پیامدها

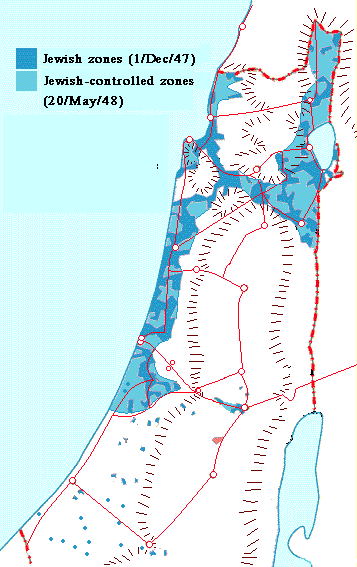
مناطق تحت کنترل یه‌شو در ۲۰ مه ۱۹۴۸، در مقایسه با مناطق تحت کنترل حدود پنج ماه قبل.

به گفته بنی موریس، نتیجهٔ پنج ماه و نیم جنگ «پیروزی قاطع یهودیان» بود. از یک طرف، «قدرت نظامی اعراب فلسطینی در هم شکسته شد» و اکثر جمعیت در مناطق جنگی در حال فرار یا بیرون رانده شدن بودند. از طرف دیگر، «هگانا از یک گروه شبه‌نظامی به یک ارتش تبدیل شد» و «در یک نوار پیوسته از قلمرو که دشت ساحلی، دره جزرئیل و دره اردن را در بر می‌گرفت، حضور خود را تثبیت کرد.» یه‌شو ثابت کرد که توانایی دفاع از خود را دارد و ایالات متحده و بقیه جهان را متقاعد کرد که از آن حمایت کنند و «پیروزی بر اعراب فلسطین به هگانا تجربه و اعتماد به نفس [...] مقابله با [. ..] ارتش‌های متجاوز کشورهای عربی را داد».
به گفته یواو گلبر، در طول شش هفته بین حمله هگانا در ۱ آوریل و تهاجم ارتش‌های عربی، اعراب تقریباً در همه جبهه‌ها شکست خوردند. نیروهای یهود چهار شهر (طبریه، یافا، صفد و حیفا) و ۱۹۰ روستا را تصرف کردند. اکثر ساکنان آن‌ها فرار کردند. پناهجویان به سامریه، جلیل مرکزی، منطقه کوه الخلیل، منطقه غزه و همچنین ماوراء اردن، لبنان و جنوب سوریه سرازیر شدند. با شکست نیروهای فلسطینی و ارتش آزادی‌بخش عرب، اتحادیه عرب چاره‌ای جز تهاجم در پایان قیمومیت بریتانیا نمی‌دید. روند تصمیم‌گیری برای تهاجم و آماده شدن برای حمله دو یا سه هفته مانده به پایان فرمان آغاز شد؛ زمانی که سطح شکست آشکار شد و مشخص بود که ارتش آزادی‌بخش نمی‌تواند از آن جلوگیری کند.
اگرچه هگانا یک گروه شبه‌نظامی با قدرت تسلیحاتی کم بود، اما حملات هفته‌های آخر آن‌ها به خوبی پیش رفت، زیرا روستاهای عرب به کمک روستاها یا شهرهای عرب همسایهٔ خود نیامدند. علاوه بر این، تنها چند مرد جوان عرب از مناطق دست نخورده (مانند انور نسیبه، نابلس، الخلیل) در نبردهای اورشلیم، حیفا و غیره شرکت کردند انور نسیبه از حامیان مفتی، گفت که مفتی از ارسال اسلحه به مناطقی که از رویکرد سیاسی او حمایت نمی‌کردند، خودداری می‌کرد و فقط از بین طرفدارانش نیرو برای ارتش جهاد مقدس جذب می‌کرد. این امر تا حدی دلیل عدم وجود یک نیروی سازمان یافته عربی و مقدار ناکافی تسلیحات مدافعان عرب اورشلیم را توضیح می‌دهد.
در ۱۴ مه ۱۹۴۸، دیوید بن گوریون به نمایندگی از رهبری یهودیان، تأسیس یک دولت یهودی در ارتس اسرائیل را به نام دولت اسرائیل اعلام کرد. جنگ ۱۹۴۹–۱۹۴۷ فلسطین و اسرائیل با مداخله ارتش‌های کشورهای عربی و آغاز جنگ ۱۹۴۸ اعراب و اسرائیل وارد مرحله دوم خود شد.